# Zigeunerlager Auschwitz
Das „Zigeunerlager Auschwitz“, auch „Zigeunerfamilienlager Auschwitz“, bezeichnete im NS-Sprachgebrauch den Abschnitt B II e des Vernichtungs- und Konzentrationslagers Auschwitz-Birkenau von Februar 1943 bis August 1944. Dorthin wurden nach dem Auschwitz-Erlass des Reichsführers SS Heinrich Himmler vom 16. Dezember 1942 und den Ausführungsbestimmungen Arthur Nebes vom 29. Januar 1943 Familien und Einzelpersonen zur Vollstreckung sogenannter Vorbeugungshaft deportiert, die im Sinne einer „Regelung der Zigeunerfrage aus dem Wesen dieser Rasse“ als „Zigeuner“ oder „Zigeunermischlinge“ kategorisiert waren, mithin Roma waren oder Roma-Vorfahren hatten.

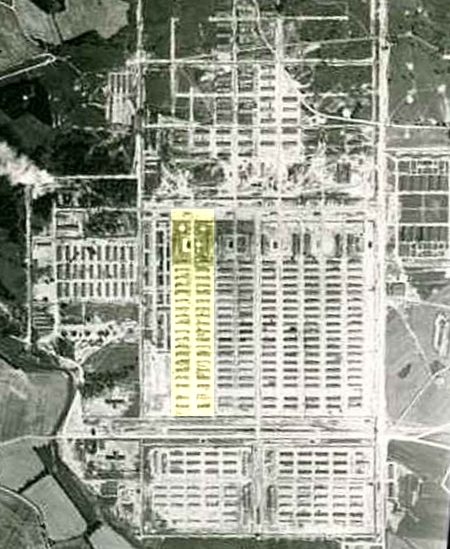
Das „Zigeunerlager“ (gelb hervorgehoben) im KZ Auschwitz-Birkenau, Grundlage: Luftbild der RAF von 1944.

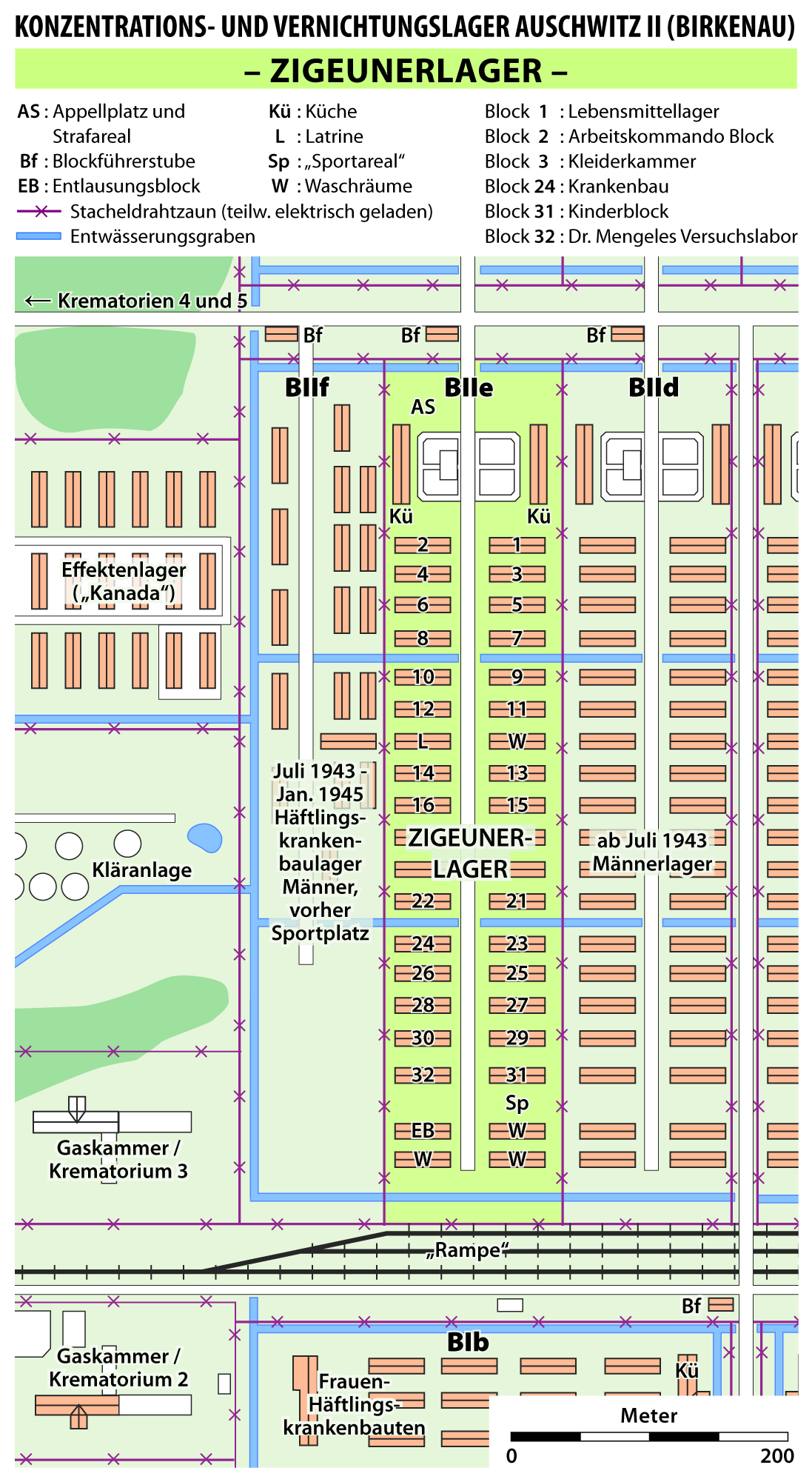
Das „Zigeunerlager“ im KZ Auschwitz-Birkenau, Bezeichnungen und Funktionen der Blöcke, moderne Grafik auf Basis des Ausbaustandes etwa Mitte 1944.

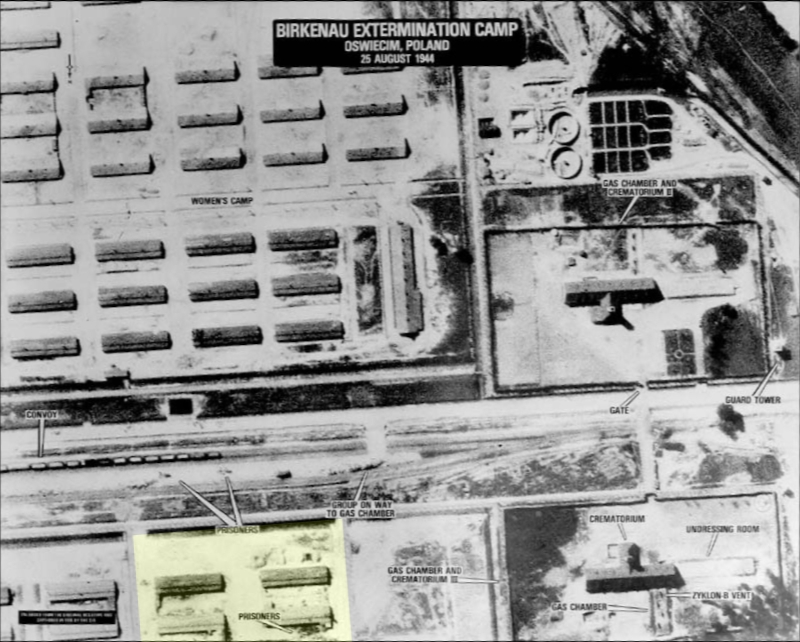
Baracken des Südendes des „Zigeunerlagers Auschwitz“ (farbig hervorgehoben) in der Nähe der Krematorien. Luftbild der SAAF vom 25. August 1944, kurz nach der Liquidierung des „Zigeunerlagers“. Das Foto ist gegenüber der Karte um 180° gedreht.

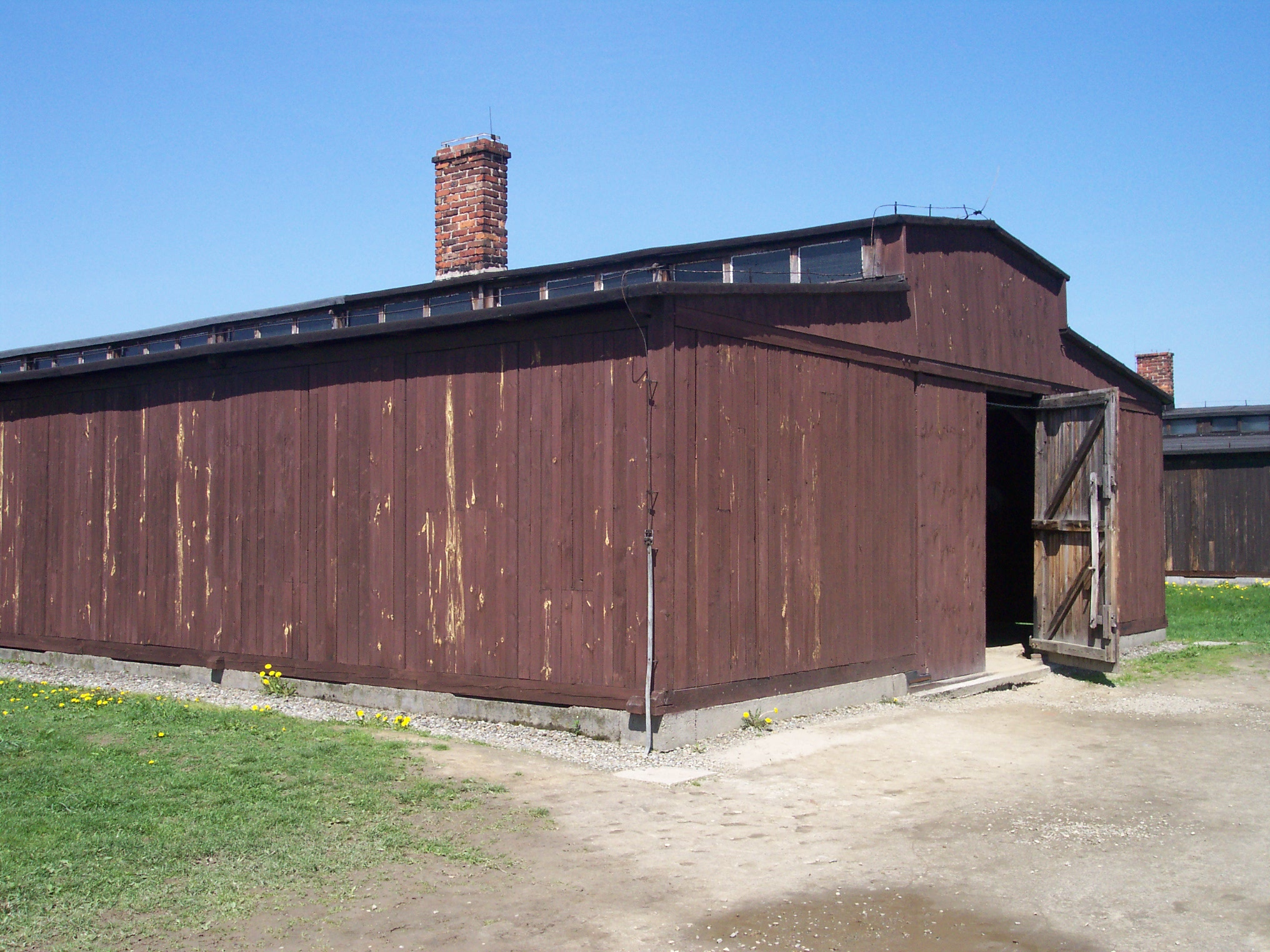
KZ-Baracke, Typ Pferdestall, 40,96 m lang, 9,56 m breit und 2,65 m hoch (Foto von 2008)

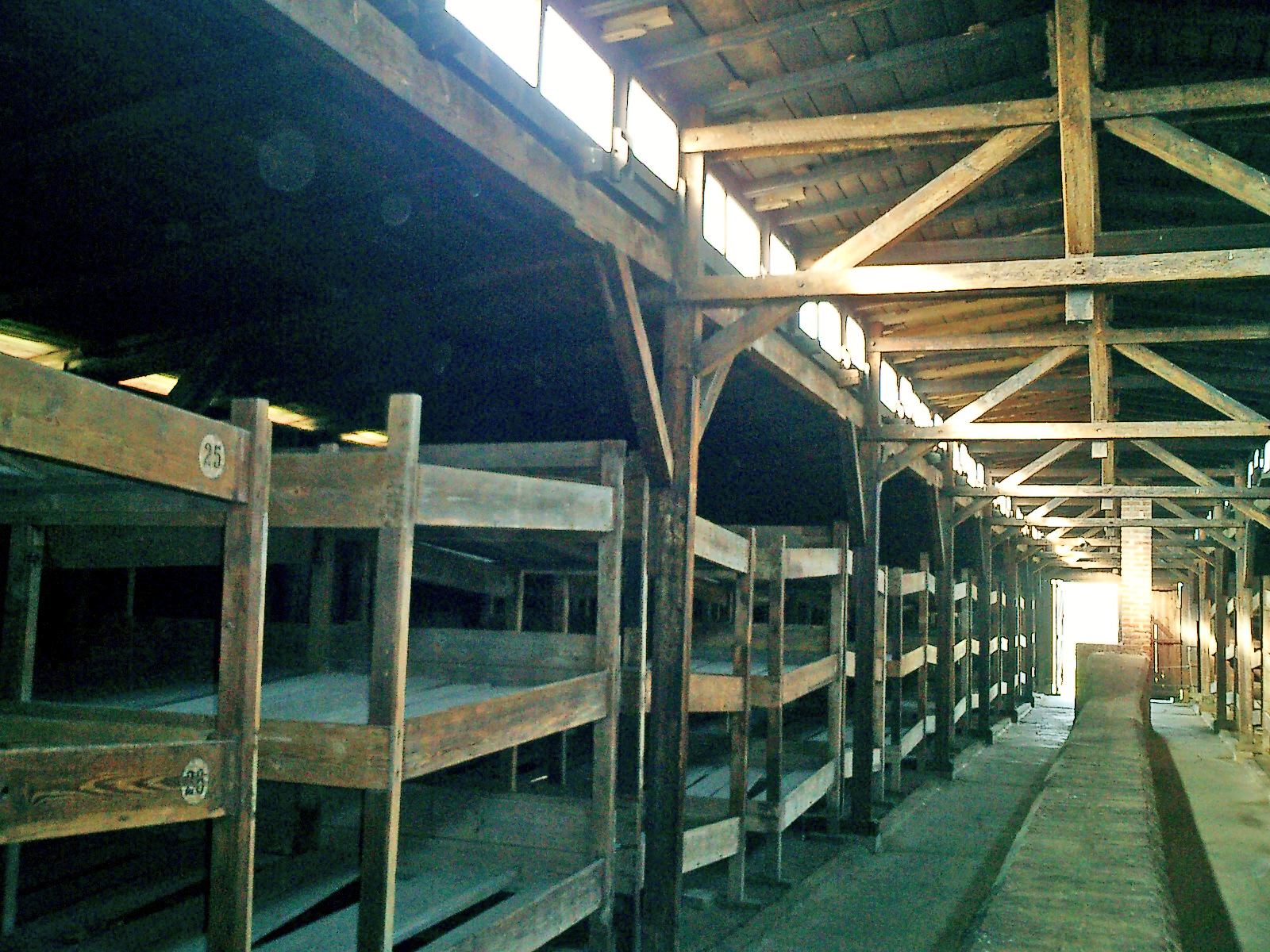
Innenansicht einer der Baracken mit dreistöckigen Pritschen (Foto von 2006). Die Pritschen (regulär für 15 Personen) waren 280 × 185 cm groß und 200 cm hoch.

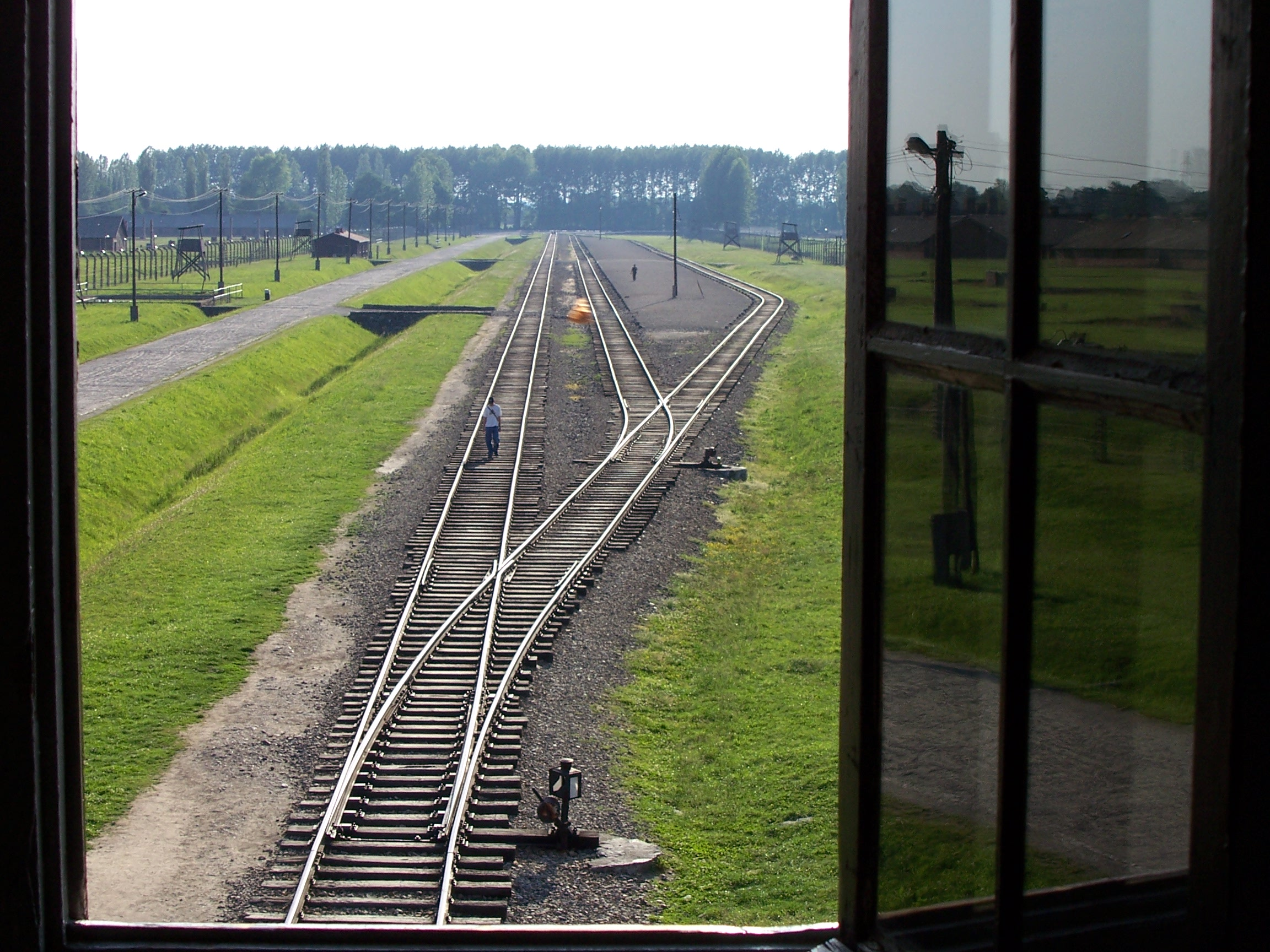
Blick vom Eingangsgebäude entlang der Gleisanlage zum südlichen Ende des „Zigeunerlagers“ (Foto vom Juni 2006). Dieses Lager befindet sich am hinteren Bildrand, rechts der Gleise vor den Bäumen.

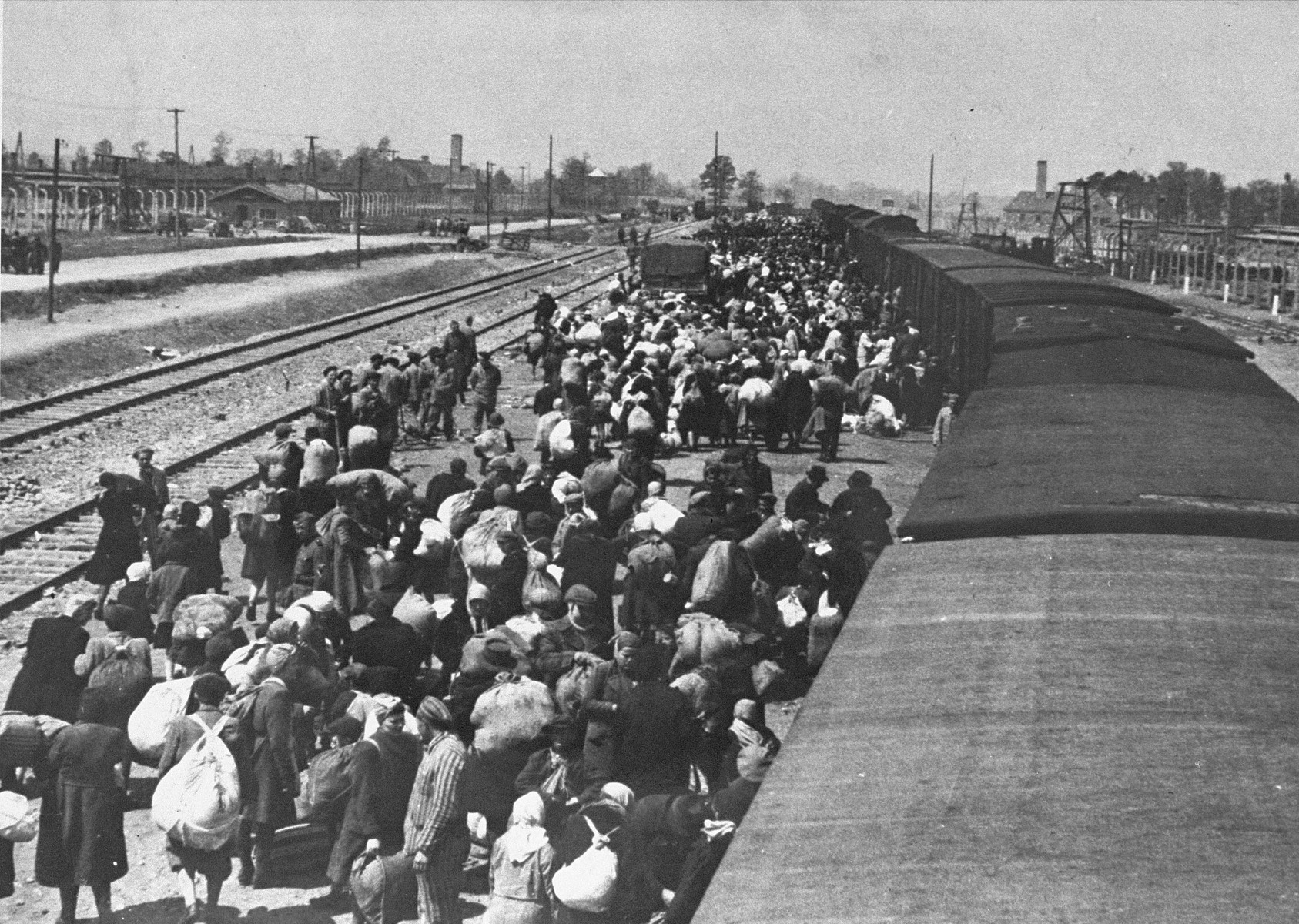
Ein Deportationszug ungarischer Juden erreicht Auschwitz im Mai 1944. Am rechten Bildrand das Südende des „Zigeunerlagers“, die Schornsteine im Hintergrund gehören zu den Krematorien II (links) und III (rechts). Die Gleisanlage entlang des Lagerhauptwegs wurde im Mai 1944 fertiggestellt.

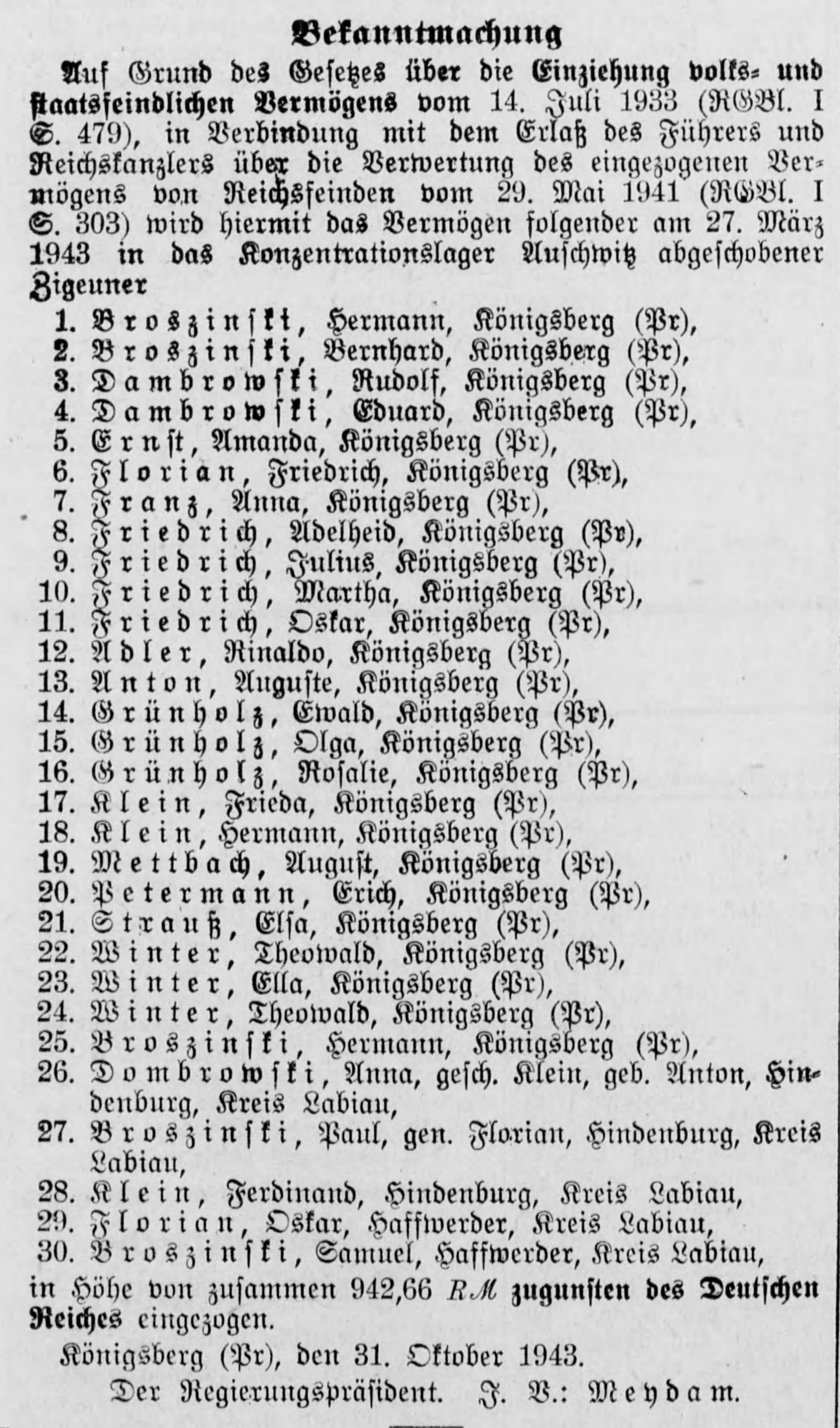
Bekanntmachung über die Einziehung des Vermögens von Auschwitz-Häftlingen im Deutschen Reichsanzeiger

Die Deportierten kamen überwiegend aus dem deutschen „Altreich“ und dem Gebiet Österreichs. Von den rund 22.600 Personen, die in Baracken des Pferdestalltyps untergebracht waren, starben über 19.300. Davon erlagen über 13.600 der planmäßigen Mangelernährung, Krankheiten und Seuchen, mehr als 5.600 wurden in Gaskammern ermordet. Andere wurden Opfer individueller Gewaltattacken oder von Medizinverbrechen, unter anderem durch den KZ-Arzt Josef Mengele. Ein kleiner Teil der Gefangenen wurde zur Zwangsarbeit in andere Konzentrationslager (wie KZ Buchenwald oder KZ Ravensbrück) überstellt.
Die Massenverbrechen im KZ Auschwitz-Birkenau sind Teil des von den Roma als Porajmos bezeichneten Völkermordes an ihnen.

## Das Lager

### Gründung und Nutzungsbeginn
Im Himmler-Thierack-Abkommen vom 17. September 1942 zwischen SS und Justizministerium und dann im Befehl des Reichsführers SS vom 16.12.42 – Tgb. Nr. I 2652/42 Ad./RF/V, bekannt als Auschwitz-Erlass, wurde nicht nur die Deportation der im Reichsgebiet lebenden „Zigeuner“, sondern auch die Anlage des „Zigeunerlagers“ in Auschwitz verfügt. Dieser Befehl umfasste zugleich als Ziel die Auflösung der seit Jahren dezentral im Reich errichteten Zwangslager, wie z. B. das Zigeunerlager Köln-Bickendorf (ab 1935), das Zwangslager Berlin-Marzahn (von den Tätern als „Rastplatz“ bezeichnet; ab 1936) oder das Zigeuner-Anhaltelager Lackenbach (ab 1940; südlich von Wien).
Der Anfang der KZ-Haft der Minderheit im Abschnitt B IIe des KZ Auschwitz-Birkenau lässt sich durch zwei Ereignisse zeitlich genau bestimmen. Am 1. Februar 1943 wurde der SS-Oberscharführer Bruno Pfütze zum Lagerführer des „Zigeunerlagers“ ernannt, und am 26. Februar 1943 traf der erste vom RSHA (Berlin) am 29. Januar 1943 angeordnete Transport ein. Die Häftlinge wurden ab dann in einem eigenen Gefangenen-Hauptbuch verzeichnet und mit einer separaten Nummernserie, an deren Anfang ein Z stand, tätowiert. Sie mussten als Kennzeichen den Schwarzen Winkel tragen und wurden somit als „Asoziale“ gekennzeichnet. Der Bauabschnitt des Lagers findet sich schon auf den Plänen für das „Interessengebiet Auschwitz“ vom Februar 1941.
Das „Zigeunerlager“ war bei der ersten Belegung mit Häftlingen 1943 noch nicht fertiggestellt.
Schon vor Errichtung des Zigeunerlagers waren „Zigeuner“ nach Auschwitz deportiert worden, erstmals am 29. September 1942. Der fertige Abschnitt war etwa 80 m breit sowie etwa 1000 m lang und umfasste 40 „Blöcke“ genannte Pferdestallbaracken, wovon 32 als Wohnbaracken angelegt wurden. Von den restlichen acht Blöcken wurden zwei als Nahrungsmittellager und Bekleidungskammer, vier als Häftlingskrankenbau und zwei Baracken für Säuglinge und Kinder genutzt. Am Eingang, dem Nordende, stand separat ein Gebäude, die „Blockführerstube“ (Blockführer ist die Bezeichnung der direkt in einem Blockabschnitt, hier B IIe, aktiven SS-Aufseher), sowie je ein Küchengebäude für Männer und Frauen. Der Abschnitt war von Stacheldraht umzäunt, mit Wachtürmen versehen und grenzte an der Ostseite – getrennt durch einen Stacheldrahtzaun – an den gleich gestalteten Abschnitt B II d, das Männerlager des Konzentrationslagers. An der Westseite grenzte er an das Häftlingskrankenhaus B II f. Am Südende der Barackenreihe lagen die Eisenbahngleise der KZ-internen Zugrampe, nur wenige Meter neben den Krematorien von Auschwitz, deren Geruch über dem Lager hing.
Die undichten und teils fensterlosen Wohnbaracken wurden in den folgenden Monaten mit jeweils bis zu tausend Menschen überbelegt. In den Wohnbaracken standen dreistöckige Pritschen, von denen jede für eine Familie, unabhängig von ihrer Größe, bestimmt war. Die Pritschen waren so überbelegt, dass sie immer wieder einbrachen.

### Ankunft im Lager
In der Schreibstube mussten die Neuankömmlinge das grüne „Zigeunerpapier“ sowie ein weißes Halbblatt, das den Einweisungsbefehl der Reichszentrale zur Bekämpfung des Zigeunerunwesens sowie Personendaten enthielt, vorweisen. Die Häftlinge wurden mit einer Nummer tätowiert und im Hauptbuch des „Zigeunerlagers“ registriert:

„Der erste Eindruck, den wir von Auschwitz bekamen war schrecklich, es war dunkel als wir angekommen sind. Ein riesiges Gelände, doch man hat nur die Lichter gesehen. Die Nacht mussten wir in einer großen Halle auf dem Fußboden verbringen. Am frühen Morgen mussten wir in das Lager marschieren. Dort hat man uns erstmal die Häftlingsnummern in den Arm tätowiert und die Haare abgeschnitten. Die Kleider, die Schuhe und die wenigen Dinge die wir noch dabei hatten, wurden uns weggenommen.“

„Als sich endlich die Waggons öffneten, empfing uns die SS mit Schlägen und Bluthunden – wir waren am Ziel. In diesem Moment hörten wir auf, Menschen zu sein. Wir waren nur noch Nummern. Alles, was wir hatten, wurde uns abgenommen. Allen, auch den Frauen und Kindern, wurden die Haare geschoren, allen, auch meinen beiden kleinen Mädchen, wurden Nummern eintätowiert.“

### Lageralltag
Im Gegensatz zu fast allen anderen Lagerabschnitten konnten die Häftlinge im Zigeunerlager mit ihren Familien zusammenbleiben, Zivilkleidung tragen und sich die Haare wachsen lassen. Die arbeitsfähigen Häftlinge wurden nicht Außenkommandos zugewiesen, sondern auf dem Lagergelände des KZ Auschwitz zum Rampenbau oder der Anlage einer Lagerdrainage eingesetzt. Die Lagerstraße des Lagerabschnitts wurde auch von Kindern, die schwere Steine schleppen mussten, gebaut. Der Häftling Helmut Clement berichtet eine Geschichte, die mehrfach überliefert ist:

„Ich erinnere mich noch an den Vorfall mit den Kindern, den beiden Sintikindern aus Österreich. Sie liefen zum Stacheldrahtzaun und hatten dort gespielt. Es gab da einen Graben, die sogenannte neutrale Zone, davor waren glatte Drähte und dahinter Stacheldraht. Die beiden Kinder haben dort miteinander gespielt und miteinander geredet. Plötzlich hat ein SS-Mann vom Wachturm herunter auf die Kinder geschossen. Er hat einfach auf die Kinder geschossen. Eines der Kinder erhielt einen Schuß in den Arm und in den Bauch, es war schwer getroffen.“

Die hygienischen Verhältnisse im Lager waren katastrophal, da es nur unzureichende Waschmöglichkeiten gab, die Latrinen nur selten geleert wurden und das Wasser mit Keimen, v. a. Typhus, verunreinigt war. Zudem waren die zugeteilten Nahrungsrationen absolut unzureichend. Der Hunger war allgegenwärtig:

„Die Verpflegung bestand aus 1/4 Liter Wasser, in dem Steckrüben schwammen, 1/4 Liter Tee und einer Scheibe Brot.“

„Damals verlor ich auch meine beiden Kinder, sie sind buchstäblich verhungert.“

Weibliche Überlebende berichten über Vergewaltigungen durch die SS-Aufseher, die bei den Entlausungsaktionen die schönsten Frauen ausgesucht hätten.

### Seuchen und Krankheiten
Infolge der unhygienischen Lagerverhältnisse und der Mangelernährung breiteten sich im Lager Krankheiten wie Krätze, Typhus, Masern und Fleckfieber aus. Viele Kinder waren im Gesichtsbereich von der Noma-Krankheit befallen. Die Häftlingsärztin Lucie Adelsberger berichtete nach Kriegsende über die Lebensumstände der Kinder:

„Die Kinder waren wie die Erwachsenen nur noch Haut und Knochen ohne Muskeln und Fett, und dünne, pergamentartige Haut scheuerte sich über den harten Kanten des Skeletts überall durch (…). Aber die Not dieser Würmer schnitt noch mehr ins Herz. Vielleicht, weil die Gesichter alles Kindliche eingebüßt hatten und mit greisenhaften Zügen aus hohlen Augen guckten (…). Krätze bedeckte den unterernährten Körper von oben bis unten und entzog ihm die letzte Kraft. Der Mund war von Noma-Geschwüren zerfressen, die sich in die Tiefe bohrten, die Kiefer aushöhlten und krebsartig die Wangen durchlöcherten (…). Vor Hunger und Durst, Kälte und Schmerzen kamen die Kinder auch nachts nicht zur Ruhe. Ihr Stöhnen schwoll orkanartig an und hallte im ganzen Block wider.“

Die Krankenbaracken waren mit 400 bis 600 Kranken belegt. Die Kranken wurden mit Stand vom April 1943 von 30 Häftlingsärzten und 60 Häftlingspflegern versorgt, die für die Behandlung nicht über ausreichend Medikamente oder Verbandsutensilien verfügten.
Die Tötung der erkrankten Häftlinge war dabei ein übliches Mittel der „medizinischen“ Behandlung. Josef Mengele war ab dem 24. Mai 1943 Lagerarzt im „Zigeunerlager“ und stieg dort zum leitenden Lagerarzt auf. Er war für die alltäglichen Krankenblockselektionen verantwortlich und ließ sich von jedem Block ein genaues Verzeichnis der Kranken mit Diagnose und Prognose durch die von ihm abhängigen Häftlingsärzte anfertigen. Eine Prognose über eine Heilungsdauer von mehr als drei Wochen bedeutete praktisch automatisch das Todesurteil für den betreffenden Häftling.
Die Bekämpfung von Seuchen fiel ebenfalls in die Zuständigkeit der Lagerärzte. Mengele bekämpfte die Fleckfieberepidemie, indem er eine Baracke räumen und die 600 bis 1000 Häftlinge durch Gas töten ließ. Die leere Baracke ließ er desinfizieren. Die Häftlinge der benachbarten Baracke wurden dann entlaust. Danach wurden sie nackt und ohne Habseligkeiten umgesiedelt und erhielten schließlich neue Kleidung.
Dieser Vorgang wurde mit Häftlingen weiterer Baracken fortgesetzt. Die Möglichkeit, diese Aktion ohne den Mord an den Häftlingen durchzuführen, war offensichtlich in Mengeles Vorstellungswelt nicht vorhanden, wie die ehemalige Häftlingsärztin Ella Lingens 1985 anmerkte. Zu den weiteren Häftlingsärzten gehörte Berthold Epstein.
Als Lagerärzte waren neben Mengele unter anderem Erwin von Helmersen, Fritz Klein und Franz Lucas eingesetzt.

### Herkunft und Zusammensetzung der Häftlinge
Die Zusammensetzung der Häftlinge ist nicht repräsentativ für die Opfer des Porajmos. Insbesondere Roma, die nicht in Deutschland und Österreich lebten, wurden nur in Ausnahmefällen nach Auschwitz deportiert. Die meisten Häftlinge stammten aus Deutschland und Österreich (62,75 % zuzüglich 4,46 % Staatenlose, die vermutlich mehrheitlich Deutsche waren), aus dem Protektorat Böhmen und Mähren kamen 22 % und dem besetzten Polen 6 % der Häftlinge. Bei etwa 14 % der Häftlinge lassen sich die einliefernden Kriminalpolizeistellen mit ihren „Dienststellen für Zigeunerfragen“ identifizieren. In der Liste finden sich sowohl deutsche Städte: Berlin (376), Braunschweig (20), Bremen (133), Breslau (102), Darmstadt (5), Erfurt (69), Halle (110), Hamburg (28), Hannover (57), Heilbronn (26), Karlsruhe (34), Kassel (62), Koblenz (16), Königsberg (37), Köln (22), Leipzig (35), München (53), Nürnberg (38), Regensburg (2), Saarbrücken (6), Schwerin (64), Stettin (83), Stuttgart (69), Weimar (36) und Wuppertal (107) sowie aus dem 1938 „angeschlossenen“ Österreich: Graz (757), Innsbruck (80), Salzburg (37), Wien (170) und aus besetzten anderen Gebieten: Bromberg (62), Danzig (55), Kattowitz (66), Litzmannstadt (54), Posen (31), Prag (36), Reichenberg (37), Reichenberg/Karlsbad (147), Straßburg (9) und Zichenau (22).

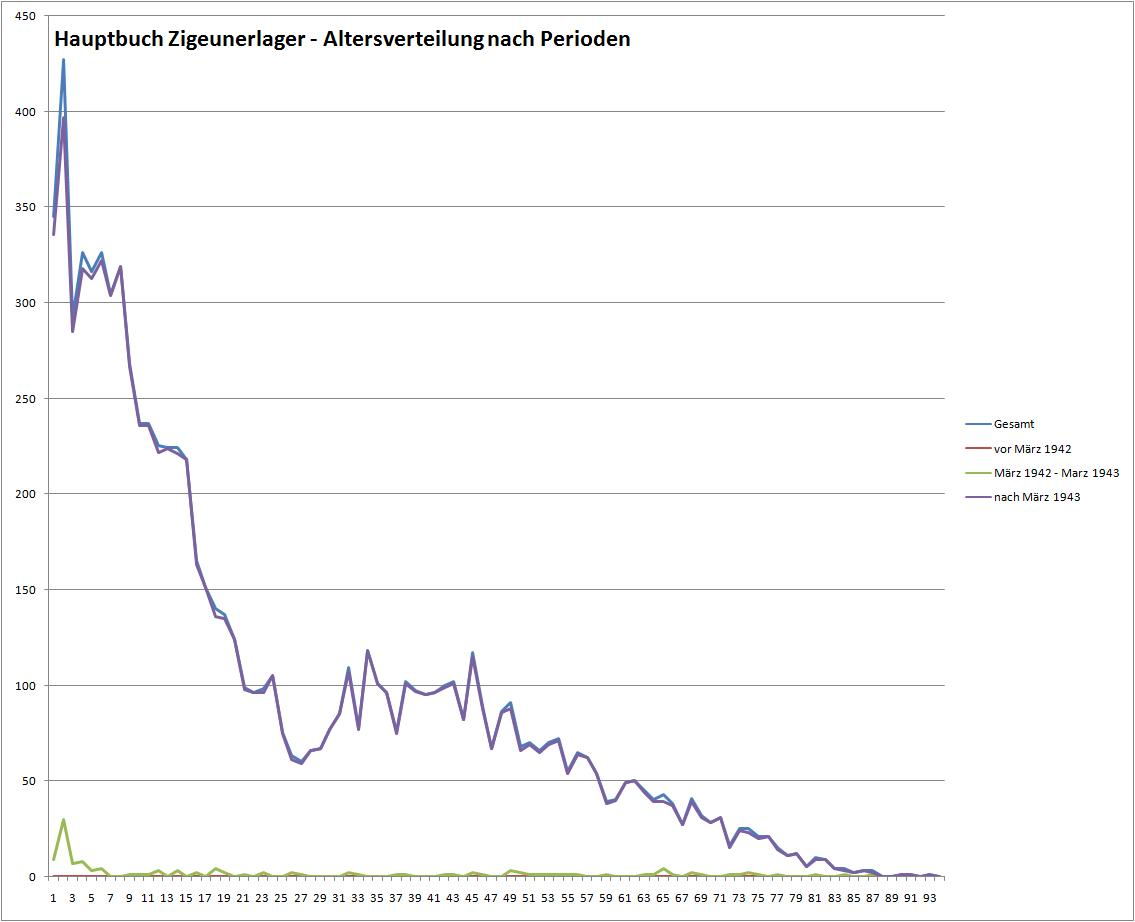
Daten des Zigeunerlagers: Altersverteilung nach Perioden

Etwa hundert reichsdeutsche „Zigeuner“ hatten vor ihrer Deportation bei der Wehrmacht Kriegsdienst geleistet und waren teils direkt von der Front in das Lager eingeliefert worden. Etliche von ihnen besaßen Kriegsauszeichnungen. Unter den Lagerinsassen befanden sich auch „Zigeunerinnen“ mit ihren Kindern, die mit „arischen“ Deutschen verheiratet waren, die Kriegsdienst leisteten.

### Zahl der Opfer
Der Kommandant des Konzentrationslagers Auschwitz Rudolf Höß nannte in seiner Autobiographie „Zigeuner“ nach Juden und russischen Kriegsgefangenen das „nächstfolgende Hauptkontingent“ der Opfer. Die Zahl der Häftlinge und der Opfer des „Zigeunerlagers Auschwitz“ kann aus verschiedenen Quellen, die der Lagerbürokratie entstammen, sehr genau rekonstruiert werden. Dabei sind die Verschleierungen der Täter und die Lücken in der Überlieferung zu beachten. Die wichtigste Quelle sind die beiden Hauptbücher des Lagers. In je einem Buch für Männer und Frauen wurden die Häftlinge mit fortlaufender aufsteigender Nummer namentlich registriert. Die Nummer entspricht der den Häftlingen eintätowierten Nummer. Die Hauptbücher verzeichnen 20.943 Personen, 1943 wurden danach 18.736 Häftlinge und 1944 2.207 Häftlinge eingewiesen, 11.843 (= 57 %) Häftlinge als gestorben registriert. Im Lager wurden 371 Kinder geboren, von denen keines überlebte.
Die Hauptbücher wurden von Häftlingsschreibern geführt. Der polnische politische Häftling Tadeusz Joachimowski, der als Schreiber für den Rapportführer arbeiten musste, konnte im Juli 1944 – kurz vor der Auflösung dieses Lagerteils am 2. August 1944 – heimlich die beiden Bücher aus der Schreibstube stehlen und mit Hilfe zweier weiterer Häftlinge vergraben. Am 13. Januar 1949 wurden die beschädigten Bücher geborgen und der Gedenkstätte übergeben.
Franciszek Piper nennt insgesamt 20.982 als „Zigeuner“ registrierte Häftlinge, davon 10.094 Männer und 10.888 Frauen. Piper bezieht sich damit nicht nur auf die Hauptbücher, sondern auch auf die höchste in einem anderen Bestand der Gedenkstätte gefundene Häftlingsnummer. Albine Weiss (Z-10888) wird im Buch des Blockes 22b außerhalb des „Zigeunerlagers“ aufgeführt. Eine leicht abweichende Häftlingszahl gibt auch Danuta Czech an: 20.967.
Weiterhin fehlen in den Hauptbüchern unter anderen etwa 1.700 Männer, Frauen und Kinder, die am 23. März 1943 eingeliefert wurden und in den Gaskammern wegen Verdachts auf Typhus getötet wurden. Nach Franciszek Piper wurden insgesamt 2000 als „Zigeuner“ eingelieferte Häftlinge nicht registriert.
Michael Zimmermann geht von rund 22.600 Häftlingen aus, von denen 19.300 nicht überlebten. Mehr als 5.600 wurden durch Gas getötet.

### Deportationen ins Lager

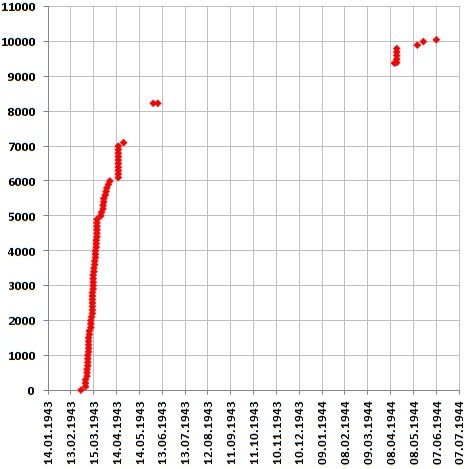
Vergebene Häftlingsnummern (nur Männer). Die Häftlingszahl steigt sehr rasch, die großen Lücken beruhen auf fehlenden Datumsangaben im Hauptbuch. (Zahlen aus dem Gedenkbuch, wo vorhanden das Datum der glatten 100er Zahl, in den lückenhaften Bereichen Einzelzahlen)

Aus der Vielzahl durch Dokumente belegter Deportationen ins Lager seien hier eine Reihe ausgeführt:
- Der 26. Februar 1943 ist das früheste belegte Einlieferungsdatum in den Hauptbüchern des Lagers.[GB 11]
- Im März 1943 wurden in 23 Transporten 11.339 Personen eingeliefert.[GB 1] Das Lager im Altwarmbüchener Moor wurde in der Nacht zum 1. März 1943 von Polizisten umstellt und geräumt,[27] Deportierte lassen sich im Hauptbuch nach dem 4. März 1943 nachweisen.[28] Zu den Deportierten im März gehörten auch die 160 Bewohner des so genannten „Zigeunerlager Magdeburg Holzweg“, darunter die als „Unku“ bekannte Erna Lauenburger. Sie wurden ebenfalls am 1. März 1943 deportiert.[29] Die aus dem Zigeunerzwangslager in Ravensburg Deportierten, darunter Hildegard Franz trafen um die Monatsmitte März ein. Der Deportationszug, in dem Walter Winter und seine Familie transportiert wurden, erreichte Mitte März das Lager. Er wurde am 14. März 1943 mit der Nummer Z 3105 registriert.[30] Anton Winter und seine Familie wird aus Singen mit einem Zug deportiert, der am 24. März 1943 in Radolfzell eingesetzt wurde und an vielen weiteren Bahnhöfen weitere Opfer aufnahm. Der Zug kam laut Fahrplan am 27. März 1943 um 15:01 Uhr mit 514 Männern und Frauen in Auschwitz-Birkenau an. Ein Großteil seiner Familie überlebte das Lager nicht.[31] Zu den bereits im März Deportierten gehörte auch Hermann Höllenreiner,[32][33] Hugo Höllenreiner[GB 12] und Vinzenz Rose.[GB 13] Am 31. März 1943 wurden Karl Stojka[GB 14] und Mongo Stojka[GB 14] deportiert.
- Im April 1943 wurden in zehn Transporten 2.677 Personen eingeliefert.[GB 15] Zu den im April eingelieferten Häftlingen gehört Otto Rosenberg, der mit den anderen Häftlingen aus dem durch fast vollständige Deportation nach Auschwitz aufgelösten Zwangslager „Berlin-Marzahn Rastplatz“[34] gehörte. Auch Ewald Hanstein wurde aus Berlin deportiert.[35]
- Im Mai 1943 wurden in elf Transporten 2014 Personen eingeliefert.[GB 15] Diese Transportgrößen wurden danach nicht mehr erreicht.
- 1943 begannen auch die Deportationen aus dem im österreichischen Burgenland gelegenen „Zigeuner-Anhaltelager Lackenbach“.[36]
- Am 17. Januar 1944 trafen 351 Häftlinge aus Belgien, Deutschland, Frankreich, den Niederlanden und Norwegen aus dem SS-Sammellager Mechelen ein (in Malines).[GB 16]
- Am 21. April 1944 wurde Philomena Franz registriert und mit der Häftlingsnummer Z 10550 tätowiert.[37]
- Am 12. Mai 1944 wurden die 39 Sinti-Kinder von Mulfingen, die der Anthropologin Eva Justin zur Erlangung des Doktortitels gedient hatten, aus dem Kinderheim St. Josefspflege in das KZ Auschwitz-Birkenau eingeliefert. Die Jungen erhielten die Nummern Z-9873 bis Z-9892, die Mädchen Z-10629 bis Z-10647.[38]
- Am 16. Mai 1944 erfolgte ein Transport von 244 Personen aus dem Durchgangslager Westerbork in den Niederlanden nach Auschwitz, darunter befand sich auch Settela Steinbach. Zoni Weisz entgeht dieser Deportation, seine Familie nicht.[39]
- Nach dem 6. Juni 1944 wurden Ernst Mettbach[40] (Z 10061) und Karl Höllenreiner[41] (Z 10062) ins Lager deportiert, sie dienten später als Versuchspersonen der Meerwasserversuche im KZ Dachau.
- Die letzte im Hauptbuch für Frauen dokumentierte Häftlingsnummer, Z 10849, gehört der aus Litauen stammenden Magda Samujlowiez, die am 21. Juli 1944 ins Lager kam. Bei den letzten Eintragungen der Männer fehlt das Datum. Der letzte datierte Eingang im Männerhauptbuch gehört zu Walter Brozinski (Z 10053), der am 7. Juni 1944 im Lager geboren wurde, danach folgen weitere 40 undatierte Eintragungen.

### Gruppenselektionen und Verbleib weiterer Häftlingsgruppen
Aufgrund der Lebensbedingungen starben zahlreiche Häftlinge. Daneben wurde die Anzahl der Häftlinge durch größere Mordaktionen und Transporte in andere Konzentrationslager verringert.
- Am 23. März 1943 wurden etwa 1700 Männer, Frauen und Kinder aus den Baracken 20 und 22, die aus Białystok eingeliefert waren und bei denen Verdacht auf Typhus bestand, in den Gaskammern getötet. Diese Häftlinge sind nicht im Hauptbuch verzeichnet.[42]
- Am 25. Mai 1943 wurden 507 Männer und 528 Frauen als typhuskrank oder typhusverdächtig in den Gaskammern ermordet, die Todesdaten wurden im Hauptbuch verschleiert.[43]
- Am 9. November 1943 wurden einhundert Häftlinge für Typhusexperimente ins KZ Natzweiler verlegt. Ihnen folgte ein zwischen dem 8. und 14. Dezember eintreffender Ersatztransport.[GB 16]
- Am 27. November 1943 wurden 35 Häftlinge in die Strafkompanie überwiesen.[GB 16]
- Am 15. April 1944 wurden 884 Männer ins KZ Buchenwald und 473 Frauen ins KZ Ravensbrück überstellt.[GB 16]

Ab Mitte Mai 1944 begann die Auflösung des Lagers.
Arthur Nebe schlug vor „Zigeunermischlinge“ des KZ Auschwitz für Medizinversuche mit Meerwasser zu verwenden. Die Versuche wurden zwischen Juli und September 1944 im KZ Dachau durchgeführt. Unter den nicht freiwilligen Versuchspersonen befinden sich vormalige Häftlinge des Zigeunerlager Auschwitz: Josef Laubinger (Z 9358), Ernst Mettbach und Karl Höllenreiner.

### Ende des Lagers

Johann Schwarzhuber (1947, beim Ravensbrück-Prozess)

Am 16. Mai 1944 scheiterte nach einer Lagersperre der erste Versuch, das Lager zu räumen, am Widerstand der Häftlinge. Zuvor hatte der Lagerleiter Georg Bonigut einige ihm bekannte Häftlinge vor der Lagerräumung gewarnt.
Erst Tage später, am 23. Mai 1944, wurden etwa 1500 Häftlinge selektiert und nach KZ Auschwitz I verlegt, um sie in andere KZ zu überstellen; 82 Männer kamen ins KZ Flossenbürg und 144 Frauen ins KZ Ravensbrück. Die vollständige Deportation bzw. Ermordung der im Konzentrationslager gebliebenen Gefangenen erfolgte am 2. und 3. August 1944 (Ausdruck der SS „Liquidierung“). Am 2. August um 19 Uhr wurde es nach einem Befehl aus Berlin abgeriegelt. 1408 Häftlinge wurden mit dem Güterzug ins KZ Buchenwald verlegt, die verbliebenen 2897 Frauen, Männer und Kinder in den Gaskammern getötet. Da Bonigut sich krankgemeldet hatte, brachte der SS-Unterscharführer Fritz Buntrock die Menschen zu den Gaskammern.
Dort wurden sie in Gruppen unter Anwesenheit des Schutzhaftlagerführers Johann Schwarzhuber und des Leiters des Sonderkommandos Otto Moll ermordet. Am Morgen des 3. August 1944 wurden jene, die sich zunächst im Lager verbergen konnten, von SS-Angehörigen erschlagen oder erschossen.

„Wir hörten ein furchtbares Geschrei. Die Zigeuner wußten, daß sie in den Tod geschickt werden sollten, und sie schrien die ganze Nacht. Sie waren lange in Auschwitz gewesen. Sie hatten gesehen, wie die Juden an der Rampe ankamen, hatten Selektionen gesehen und zugeschaut, wie alte Leute und Kinder in die Gaskammer gingen. [Und darum] schrien sie.“

„Erst als sie barackenweise nach dem Krematorium I wanderten, merkten sie es. Es war nicht leicht, sie in die Kammern hineinzubekommen.“

„Die Sinti haben sich auch gegen die ‚Liquidierung‘ des ‚Zigeunerlager‘ zur Wehr gesetzt. Das war eine ganz tragische Geschichte. Da haben die Sinti aus Blech Waffen gemacht. Sie haben die Bleche zugespitzt zu Messern. Damit und mit Stöcken haben sie sich bis zum Äußersten gewehrt. Ich kenne eine Augenzeugin, eine Polin, Zita hieß sie, die bei uns gegenüber im Arbeitseinsatz war, die hat die Auflösung des ‚Zigeunerlagers‘ miterlebt. Sie hat mir später unter Tränen erzählt, wie sich die Sinti so verzweifelt geschlagen und gewehrt haben, weil sie wußten, daß sie vergast werden sollten. Und dann wurde dieser Widerstand mit Maschinenpistolen niedergeschossen […]“

Wer, wann und warum den Entschluss zur Auflösung des Lagers, das heißt, die Verlegung der Häftlinge in andere KZ und die Ermordung der Zurückgebliebenen getroffen hatte, ist unklar. Höß konstruierte einen Zusammenhang des persönlichen Besuches Himmlers 1942, dem er „die vollgestopften Wohnbaracken, die ungenügenden hygienischen Verhältnisse, die vollbelegten Krankenbaracken“ des Lagers gezeigt habe. „Er sah alles genau und wirklichkeitsgetreu und gab uns den Befehl, sie zu vernichten, nachdem die arbeitsfähigen wie bei den Juden ausgesucht waren.“ Dies kann schon zeitlich nicht stimmen: Der zweite und letzte Besuch Himmlers in Auschwitz war am 17. und 18. Juli 1942, zu einem Zeitpunkt, als es das „Zigeunerlager“ noch nicht gab. Höß selbst kehrte, nachdem er Auschwitz im November 1943 verlassen hatte, zwischen dem 8. Mai und 29. Juni 1944 ins Lager zurück. Zu dieser Zeit begann die SS, die Vorbereitungen zur Auflösung des gesamten Lagers zu treffen.
Michael Zimmermann weist im Zusammenhang mit der „Auflösung“ des Lagers auf einen Brief Arthur Nebes, des Chefs des für die Vernichtung der inländischen „Zigeuner“ zentralen Reichskriminalpolizeiamtes, vom 5. Mai 1944 hin. Nebe hat in dem Brief nicht nur vorgeschlagen, „Zigeuner“ für die „Meerwasserversuche“ als Probanden zu nutzen, sondern angekündigt, dass er wegen der „zigeunerischen Menschen“ demnächst dem Reichsführer SS einen „besonderen Vorschlag“ unterbreiten werde.
Irene Frenkel, geb. Grünwald, eine ehemalige Häftlingsschreiberin, verweist in ihren Erinnerungen darauf, dass das Zigeunerlager geräumt wurde, nachdem andere Häftlinge (und nicht nur Deportierte) in großer Zahl bereits ermordet worden waren, und dass als nächste große Gruppe die ungarischen Juden folgten. Die Häftlingsschreiber hätten die Todesdaten verschleiern müssen. Regina Seinberg, geb. Hofstädter, eine weitere Häftlingsschreiberin, berichtet, dass Wochen vor Lagerräumung eine große Zahl Häftlinge nochmals erfasst werden mussten.
Bereits Ende Mai 1944 wurden in einem Teil des ehemaligen „Zigeunerlagers“ aus Ungarn und Polen deportierte, nicht als Häftlinge registrierte Juden untergebracht. Dieses Areal diente als Durchgangslager für die Menschen, die nach der Selektion als arbeitsfähig galten und später nach Deutschland zur Zwangsarbeit weitertransportiert werden sollten. Zudem diente das Lager später zeitweise auch als Durchgangslager für neueingelieferte Häftlinge zur Quarantäne nach Auflösung des „Quarantänelagers“. Ab Mitte bis Ende November 1944 befanden sich mit Stand vom 18. Januar 1945, dem Zeitpunkt der Lagerauflösung, 4428 Frauen und Mädchen und 169 Jungen aus dem Frauenlager (B Ia) in dem ehemaligen „Zigeunerlager“. Diese Menschen galten als nicht mehr arbeitsfähig. Kurz vor der „Evakuierung“ des KZ Auschwitz wurden die Zwillingskinder, die Mengele für seine Experimente nutzte, in das „Zigeunerlager“ verlegt – die Kinder hatten Angst, weil sie wussten, dass damit ihre unmittelbare Ermordung geplant war. Nach Ende des Lagers gab es noch zwei größere Mordaktionen an den Häftlingen, die aus dem KZ Buchenwald rücküberführt wurden.
Ab November 1944 begann der Abriss von Auschwitz durch die SS. Das Stammlager und Auschwitz-Birkenau wurden am frühen Nachmittag des 27. Januar 1945 von der Roten Armee befreit.

### Kenntnisse über das Lager
Am 10. und 12. Oktober 1943 wurde ein von polnischen Quellen angefertigter Bericht vom amerikanischen Office of Strategic Services (OSS) in London empfangen. Der polnische Widerstand hatte die Fakten für den Bericht auch im Lager selbst ermittelt. Enthalten ist neben Angaben über die Deportation und Ermordung europäischer Juden auch die Zahl von 14.000 Zigeunern, die in das Lager deportiert und dort zu 90 % vergast worden seien.
Luftbilder der Royal Air Force vom Lagerkomplex stammen aus 1944. Die Anordnung der Krematorien in der Lagerskizze ist erkennbar spiegelverkehrt (Giebel) gezeichnet.

### Heutiger baulicher Zustand, Museum und Weltkulturerbe

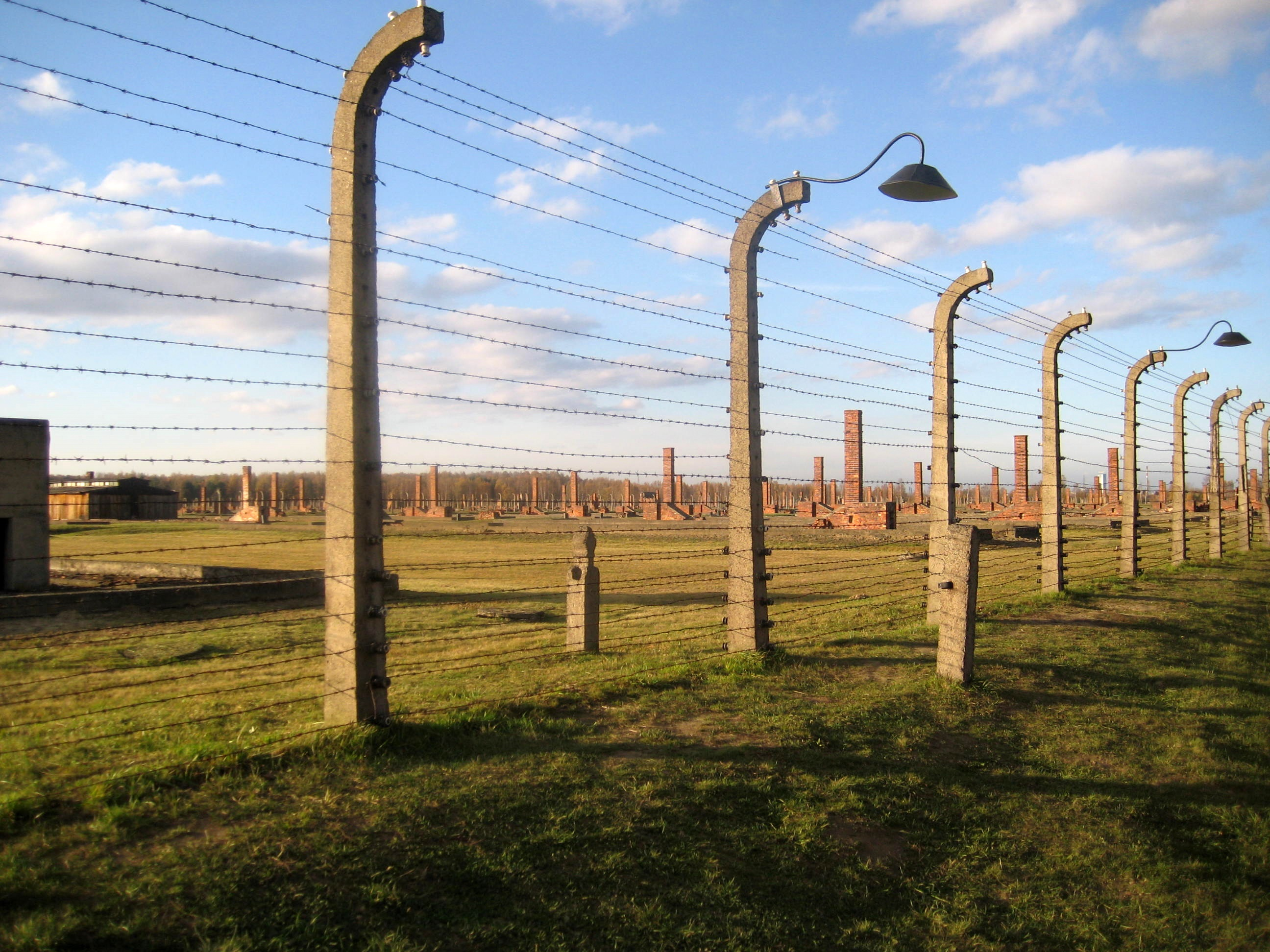
Heutiger Zustand der meisten Baracken im Abschnitt B II

Die Sowjetunion übergab das Gelände des Lagers 1947 an den Staat Polen, und das polnische Parlament erklärte das Gelände am 2. Juli 1947 zu einem Museum. Seit 1979 steht das ehemalige KZ und damit auch das „Zigeunerlager“ auf der Weltkulturerbe-Liste der UNESCO. Von den Holzbaracken sind nur noch Reste, besonders steinerne Fundamente und Schornsteinfragmente, zu sehen, die Reste werden konservatorisch erhalten.

### Funktionshäftlinge im „Zigeunerlager“
Hermann Diamanski war Lagerältester; er wurde von den Häftlingen als „Zigeunerbaron“ bezeichnet und hat sich nach Aussagen von Überlebenden für diese eingesetzt. Ein weiterer Lagerältester im Zigeunerlager war der Häftling mit der Nummer 1, Bruno Brodniewicz, der auch erster Lagerältester im Stammlager des KZ Auschwitz gewesen war. KZ-Überlebende berichteten später, dass Brodniewicz Häftlinge schlimm misshandelt hat.

## Lagerpersonal im „Zigeunerlager“ Auschwitz

### Lagerführer
Die Lagerführer des „Zigeunerlagers“ wechselten sehr häufig. In den 17 Monaten, in denen das Lager betrieben wurde, waren nacheinander acht SS-Unterführer und ein SS-Führer (F.J. Hofmann) mit der Leitung beauftragt:
- ab Februar 1943 Bruno Pfütze[GB 17]
- ab März 1943 Franz Johann Hofmann[GB 18]
- ab Juni 1943 Gerhard Palitzsch[GB 19]
- im August 1943 Ludwig Plagge[69]
- ab August 1943 Friedrich Harder[GB 20] (* 22. Dezember 1891, † 3. Februar 1944, nachdem er von Häftlingen „gezielt mit Fleckfieber angesteckt“ wurde)[69]
- ab Januar 1944 Jakob Jochum (* 31. August 1911)[69]
- Frühjahr 1944 Reinhold Hartwecker (* 21. Juli 1912) und danach Hermann Balthasar Buch[69]
- ab April 1944 bis Lagerende Georg Bonigut[GB 21][69]

### Leiter der Politischen Abteilung
Die Politische Abteilung in diesem Lagerabschnitt, das sogenannte „Zigeunerreferat“, wurde von Pery Broad (Baracke 8) geleitet. Broad verfasste in britischer Kriegsgefangenschaft den sogenannten Broad-Bericht, in dem er sich auch zum „Zigeunerlager“ des KZ Auschwitz äußert, ohne dabei jedoch auf seine eigene Person einzugehen. Er beschreibt darin u. a. den Fall der neunköpfigen Romafamilie Tikulitsch-Todorewitsch aus Kroatien. Broad zufolge sollte diese Familie nach Intervention der kroatischen Gesandtschaft beim Reichskriminalpolizeiamt aus dem „Zigeunerlager“ in ihre Heimat entlassen werden. Broads Vorgesetzter Maximilian Grabner soll jedoch deren Entlassungsverfügung hintertrieben haben. Er soll fälschlicherweise nach Berlin gemeldet haben, dass diese Familie mit Fleckfieber infiziert sei und daher nicht aus dem Quarantänelager entlassen werden könne. Bis auf einen vierjährigen Jungen starben schließlich alle Familienangehörigen aufgrund der inhumanen Lagerbedingungen; der kleine Junge selbst wurde im Rahmen der Liquidierung des „Zigeunerlagers“ in der Gaskammer ermordet.

## Medizin- und Wissenschaftsverbrechen
Mengele nutzte die Möglichkeiten, die das Lager bot, für Menschenversuche und zum Sammeln vielfältiger Proben und Messwerte, wozu er Häftlinge auch tötete. Nachdem die Anthropologin Karin Magnussen am Kaiser-Wilhelm-Institut für Anthropologie, Schülerin Otmar von Verschuers, in einer Familiengruppe von „Zigeunermischlingen“ mehrere Zwillinge entdeckt hatte, die unterschiedlich farbige Augen hatten, wurden die Zwillinge nach den Daten der Rassenhygienischen Forschungsstelle (RHF) und der Reichszentrale zur Bekämpfung des Zigeunerunwesens genealogisch-erbbiologisch untersucht. Die Familie war im März 1943 nach Auschwitz deportiert worden, sie war Josef Mengele, der von Verschuer promoviert worden war, angekündigt worden. Die Zwillingspaare wurden anschließend ermordet und ihre Augen zur wissenschaftlichen Auswertung ans Kaiser-Wilhelm-Institut geschickt. Nach Aussagen eines Häftlingsarztes wurde, da nur die Augen von sieben Zwillingspaaren versandfertig waren, das achte Paar aus den Augen zweier Leichen zusammengestellt und nach Berlin geschickt. Die Präparate des Heterochromie-Projektes wurden nach dem Ende der NS-Zeit bei einem Gespräch mit Verschuer Hermann Langbein gezeigt. Verschuer heuchelte Unwissenheit über die Herkunft.
Nach Aussage des Häftlingsarztes Adam C. tötete Mengele ein „Zigeunerzwillingspärchen“ im Alter von sieben oder acht Jahren, bei dem eine Unklarheit über die Schwellung der Gelenke bestand. Die Vertreter der über 15 Fachdisziplinen, die unter den Häftlingsärzten vertreten waren, hatten eine andere Diagnose als Mengele vertreten. Mengele bestand auf seiner Diagnose: Veränderungen aufgrund einer Tuberkulose. Er wies Adam C. an, an seinem Platz zu bleiben, kehrte nach einer Stunde zurück und teilte mit, dass es keine Tuberkulose gewesen sei: „Jawohl, ich habe sie seziert.“ Mengele hatte die beiden Kinder mit Genickschuss getötet und die noch warmen Leiber selbst untersucht, wie sich der Häftlingsarzt Miklós Nyiszli erinnerte.
Nyiszli berichtet auch über weitere Morde: „In einem Arbeitsraum neben dem Sektionssaal warteten 14 Zigeunerzwillinge unter Bewachung von SS, bitter weinend. Dr. Mengele sagte kein Wort zu uns, bereitete eine 10 ccm und eine 5 ccm-Spritze vor. Aus einer Schachtel legte er Evipan, aus einer anderen Chloroform, das sich in 20 ccm-Gläschen befand, auf den Operationstisch. Danach führten sie den ersten Zwilling herein, es war ein 14 Jahre altes Mädchen. Dr. Mengele befahl mir, das Mädchen zu entkleiden und auf den Seziertisch zu legen. Danach spritze er in dessen rechten Arm intravenös Evipan ein. Nachdem das Kind eingeschlafen war, tastete er die linke Herzkammer aus und injizierte 10 ccm Chloroform. Das Kind war nach einer einzigen Zuckung tot, worauf Dr. Mengele es in die Leichenkammer bringen ließ. In dieser Weise folgte in dieser Nacht die Tötung aller 14 Zwillinge.“
Helmut Clemens berichtet über seine Hilfsdienste für Mengele: „Abends musste ich die Leichen [des Krankenbaus], die in einer kleinen Hütte gestapelt waren, einzeln herausziehen, die Nummern am Arm notieren und einige zu Dr. Mengele hineintragen. Er hat sie dann irgendwie aufgeschnitten. In den Regalen standen überall Gläser, in denen sich Organe befanden, Herzen, Gehirne, Augen und menschliche Teile. Ich war bei Mengele, wenn er Zwillinge aussuchte für seine Experimente, ich musste sie dann zu ihm bringen, er hat ihnen extra Nummern gegeben […] Einmal war ich aber doch bei ihm im Raum, zufällig, da habe ich gesehen, wie die Kinder irgend eine Flüssigkeit in die Augen bekommen haben, sie bekamen dann riesengroße Augen. Einige Tage später habe ich dieselben Kinder dann tot in der Leichenbaracke gesehen. Solche Versuche machte Dr. Mengele jeden zweiten oder dritten Tag im Lager“.
Im November 1943 wurden auf Anforderung des Straßburger Professors und Nobelpreiskandidaten Eugen Haagen einhundert Häftlinge für Typhusexperimente ins KZ Natzweiler im Elsass verlegt. Sie befanden sich in einer sehr schlechten Verfassung (Haagen: „nicht brauchbar“), so dass die bis zu diesem Zeitpunkt überlebenden 82 Häftlinge zurückbeordert wurden. Von ihnen starben weitere zwölf auf dem Transport. Ein zwischen dem 8. und 14. Dezember eintreffender Ersatztransport folgte. An dem größeren Teil der Gruppe vollzog Haagen Flecktyphus-Experimente. Ein anderer Teil der Häftlinge sowie Häftlinge aus der ersten Gruppe waren Phosgengas-Experimenten durch den Straßburger Professor Otto Bickenbach ausgesetzt. Haagen publizierte die Ergebnisse seiner Typhusexperimente 1944 in einer deutschen Fachzeitschrift. Dabei erklärte er unverhohlen, dass es sich bei einem Teil seiner Probanden um die Angehörigen einer unerwünschten Minderheit gehandelt habe, die er vorsätzlich dem Risiko ausgesetzt habe, nicht zu überleben („40 nicht geimpfte Zigeuner“).

## Das „Zigeunerlager Auschwitz“ und seine Täter als Gegenstand von NS-Prozessen

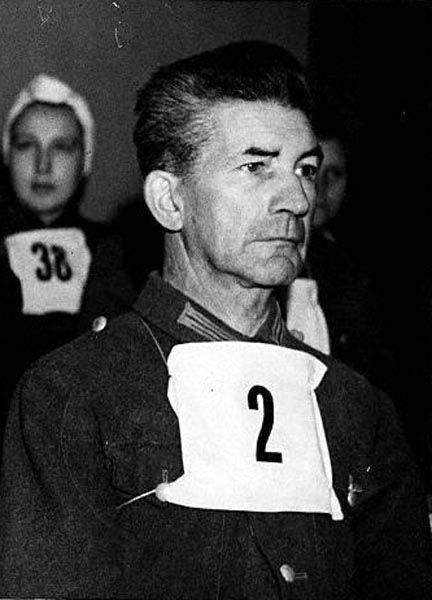
Der auch im „Zigeunerlager“ tätige Lagerarzt Fritz Klein, der u. a. für Selektionen zuständig war, wurde beim Bergen-Belsen-Prozess 1945 zum Tode verurteilt und hingerichtet. (Foto als Angeklagter beim Prozess) Verhandelt wurden allerdings nur Straftaten gegen Häftlinge mit Staatsbürgerschaften der Alliierten.

### Nürnberger Prozess gegen die Hauptkriegsverbrecher 1945/46
Im Register des amtlichen Textes: „Der Prozess gegen die Hauptkriegsverbrecher vor dem Internationalen Militärgerichtshof Nürnberg“ finden sich nur zwei Einträge unter dem Stichwort „Zigeuner“, beide betreffen nicht Auschwitz. Eine Volltextsuche zeigt, dass das „Zigeunerlager“ durchaus im Prozess thematisiert wurde. So die Aussage von Andreas Lerintsiakosz, zur Überführung von Kindern ins „Zigeunerlager“. Oder:

„Neben unserem Lager, auf der anderen Seite, hinter dem Stacheldraht, drei Meter von unserem Lager entfernt, befanden sich zwei Lager. Ein Zigeunerlager, dessen Insassen ungefähr im August 1944 bis zum letzten Mann vergast worden sind. Es waren Zigeuner aus ganz Europa, einschließlich Deutschland.“

In den Urteilen finden „Zigeuner“ und das „Zigeunerlager“ keine Erwähnung.

### Prozesse in der britischen und amerikanischen Besatzungszone

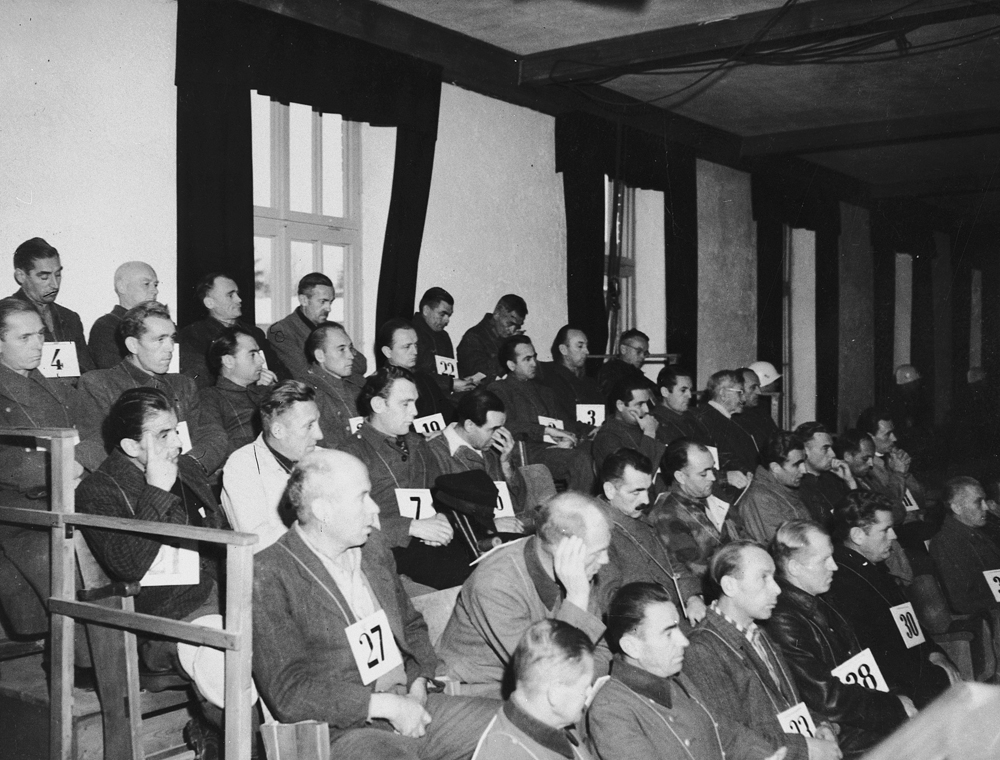
Die Angeklagten im Dachau-Hauptprozess am 15. November 1945

Otto Moll, der die Ermordung bei der Auflösung des Lagers mit leitete, wurde beim Dachau-Hauptprozess Ende 1945 wegen anderer Straftaten angeklagt und verurteilt. Er wurde 1946 hingerichtet. Der auch im „Zigeunerlager“ tätige Lagerarzt Fritz Klein, der u. a. für Selektionen zuständig war, wurde beim Bergen-Belsen-Prozess Ende 1945 wegen anderer Straftaten zum Tode verurteilt und hingerichtet.

### Polnische Prozesse
Eine Reihe der auch für das Zigeunerlager verantwortlichen Täter wurden kurz nach Kriegsende an Polen ausgeliefert oder befanden sich in polnischer Haft. Höß wurde wegen seiner leitenden Stellung bei der „Vernichtung von Menschen“ angeklagt, verurteilt und 1947 hingerichtet. Die beiden Lagerführer Plagge und Buntrock wurden beim zweiten Prozess gegen 40 Angeklagte des Auschwitzpersonals vom 25. November bis 16. Dezember 1947 in Krakau angeklagt und verurteilt. Plagge wurde hingerichtet.
Erwin von Helmersen wurde vom Bezirksgericht in Krakau am 17. Januar 1949 zum Tode verurteilt und am 12. April 1949 hingerichtet.

### Eichmann-Prozess 1961
Beim Prozess gegen Adolf Eichmann, der zwischen dem 11. April und 15. Dezember 1961 in Jerusalem stattfand, wurde als elfter eigenständiger Anklagepunkt die Deportation von – so der damalige Kenntnisstand – „vielen zehntausenden Zigeunern“ nach Auschwitz verhandelt. Im Schuldspruch blieben diese unbeachtet, da Eichmann in den Augen der Richter nicht nachgewiesen werden konnte, dass er von der geplanten Vernichtung gewusst habe. Während des Prozesses sagten Zeugen detailliert auch zu den Zuständen des Lagers aus.

### Frankfurter Auschwitzprozess 1963–65
Beim ersten Frankfurter Auschwitzprozess (1963/65) wurden Pery Broad, Wilhelm Boger, Karl-Friedrich Höcker, Franz Johann Hofmann, Oswald Kaduk und Bruno Schlage auch wegen Mordes im Zusammenhang mit dem „Zigeunerlager“ angeklagt. Diese Anklagen waren aber nur ein Teilaspekt des Prozesses; sie betrafen sowohl Exzesstaten als auch die Mitwirkung an Selektionen und anderen organisierten Morden. Neben den Mordtaten schilderten zahlreiche Zeugen auch die unmenschlichen Haftbedingungen und weitere Straftaten. Unter den Zeugen finden sich auch ehemalige Häftlinge des Zigeunerlagers. Die Aussage von Elisabeth Guttenberger (Z 3991) wurde verlesen, dagegen sagten Max Friedrich (Z 2894), Waldemar Schröder (Z 2987), Paul Morgenstern (Z 5.439), und Bruno Stein (Z 1286) direkt aus.
Das Verfahren gegen Pery Broad wegen Beihilfe zum Mord an 3000 „Zigeunern“ wurde abgetrennt, aber nicht beendet. Verurteilt wurde Broad beim Auschwitzprozess wegen Beihilfe zum Mord an 2000 jüdischen Häftlingen. Broad konnte nicht eindeutig nachgewiesen werden, dass die durch Zeugenaussagen belegte Ermordung eines einzelnen „Zigeuners“ von ihm begangen wurde.
Wilhelm Boger wurde wegen der Mitwirkung an Massentötungen, Häftlingsselektionen, Tötungen von Häftlingen während „verschärfter Vernehmungen“ zu lebenslänglichem und wegen anderer Delikte zu weiteren 15 Jahren Zuchthaus verurteilt. Im Prozess wurden auch einzelne seiner Morde an „Zigeunern“ offenbar:

„Eine Zigeunerin, die Zwillinge hatte, wollte ihren Kinderwagen nicht hergeben. Sie wehrte sich verzweifelt. Da griff Boger die beiden Babys an den Beinen und schleuderte sie gegen den Ofen. Ebenso sadistisch mordete er, als das Zigeunerlager „aufgelöst“, die Insassen ins Gas getrieben wurden: Sieben Kinder, im Alter von vier bis sieben Jahre, packte Boger und warf sie an die Barackenwand. Sie waren sofort tot.“

Der ehemalige Lagerälteste Hermann Diamanski sagte während des I. Frankfurter Auschwitzprozesses am 19. März 1964 als Zeuge gegen Boger und zur „Liquidierung des Zigeunerlagers“ aus. Trotz erheblichen Verdachts, so das Gericht, könne Boger nicht mit einer jeden Zweifel ausschließenden Sicherheit wegen seiner Mitwirkung an der „Liquidierung“ des Zigeunerlagers verurteilt werden. Er wurde in diesem Punkt aus Mangel an Beweisen freigesprochen.
Karl-Friedrich Höcker, der Adjutant des Lagerkommandanten Richard Baer, wurde wegen Gemeinschaftlicher Beihilfe zum gemeinschaftlichen Mord in mindestens 3 Fällen an mindestens je 1000 Menschen zu sieben Jahren Zuchthaus verurteilt. Die Bereitstellung der LKW für die Transporte zur Gaskammer bei der „Liquidation“ des „Zigeunerlagers“, die in seinen Aufgabenbereich fielen, konnte ihm persönlich nicht zweifelsfrei nachgewiesen werden, da schriftliche Unterlagen fehlten.
Die Angeklagten versuchten sich während des Prozesses als „edel, hilfreich und gut darzustellen“. Sie hätten Spielplätze für „Zigeunerkinder“ gebaut und Gymnastik mit den Lagerinsassen getrieben. So beispielsweise der Angeklagte Hofmann:

„‚Herr Vorsitzender‘; sagt er, ‚darf ich zeigen, wo ich den Kinderspielplatz einrichtete, mit Sand für die Kleinen zum Spielen?‘ Hofmann darf. ‚Können Sie folgen, Herr Vorsitzender?‘ Auf der Karte des Zigeunerlagers zeigt er auf den Aufenthaltsraum ‚für die lieben Kleinen‘. Dann erklärt er, wie er mit Zigeunern ‚Sport‘ getrieben habe: ‚Herr Vorsitzender, wir haben Freiübungen gemacht‘. Landgerichtsdirektor Hofmeyer: ‚Herr Hofmann, es ist hier kein Mensch, der Ihnen das abnimmt, das war doch Strafexerzieren, was dort geschah.‘ Hofmann: ‚Nein, lediglich Bewegung in frischer Luft.‘ Der Angeklagte weint – offenbar, weil er sich unverstanden fühlt. Frage des Vorsitzenden: ‚Wo sind die 50 Kinder geblieben, die im Stammlager untergebracht waren?‘ Hofmann: ‚Ich erinnere mich nicht.‘ In SS-Akten aus Auschwitz ist es festgehalten. Hinter jedem Namen ist ‚B/II/F‘ vermerkt. Der Vorsitzende fragt, was das bedeute. Hofmann: ‚Birkenau, Feuerstelle 2.‘“

„Die Zeugin Gut. kennt den Angeklagten Hofmann von der Zeit ihrer Inhaftierung im Zigeunerlager in Birkenau. Sie hat in ihrer Vernehmung vom 2. Februar 1965, die am 11. 2. 1965 verlesen worden ist, geschildert, dass sie den Angeklagten einige Male als Aufsichtsführenden erlebt habe, wenn Plagge und Palitzsch mit Gefangenen so brutal „Sport“ machten, dass viele von ihnen blutüberströmt liegen geblieben seien. In einer am 3. 12. 1963 in dem Verfahren gegen Albrecht u. a. (4 Js 1031/61 der StA Ffm.) durchgeführten richterlichen Vernehmung sagte sie dazu, viele Gefangene seien dabei infolge Erschöpfung liegen geblieben. Die Zeugin weist im übrigen darauf hin, dass sie infolge der Leiden der Lagerzeit erkrankt sei und Erinnerungsschwierigkeiten habe. Bestehen hiernach bereits Zweifel, ob man der einen oder der anderen ihrer Schilderungen folgen soll, so reicht die weitere Bekundung der Zeugin, sie habe vom Hörensagen erfahren, dass manche dieser geschundenen Häftlingen im Häftlingskrankenbau verstorben seien, jedenfalls nicht aus, den Angeklagten der ihm zur Last gelegten weiteren Mordtaten sicher zu überführen.“

Der Mord Hofmanns an einem Häftling des „Zigeunerlagers“ findet in seinem Strafmaß Niederschlag, der Großteil seiner Schuld bleibt unberücksichtigt:

„Kurz nach diesem Vorfall entdeckte Hofmann bei der Kantine des Zigeunerlagers eine herumliegende Flasche. Auch hierüber ärgerte er sich, da er stets Wert auf peinliche Ordnung und Sauberkeit im Lagerabschnitt legte. Er schimpfte deswegen auf die Häftlinge. Er hob die Flasche auf, während gerade ein Häftling, ein Zigeuner, an ihm vorbeiging. Hofmann nahm dem Häftling mit der freien Hand die Mütze vom Kopf und warf sie auf die Erde. Der Zigeuner bückte sich nach der Mütze, um sie wieder aufzuheben. Da warf Hofmann dem Häftling, während sich dieser gerade bückte, mit voller Wucht die Flasche aus kurzer Entfernung an den Kopf. Dabei rief er: „Ihr Handwerksburschen!“ Der Häftling brach bewusstlos zusammen. Er wurde von anderen Häftlingen in den HKB gebracht. Kurz danach starb er. Sein Tod trat infolge der durch den Flaschenwurf erlittenen Verletzungen ein. […] Die Tötung erfolgte heimtückisch. Denn der Zigeuner war, als er sich nach der Mütze bückte, arg- und wehrlos. […] Er war daher wegen der Tötung des Zigeuners nach § 211 StGB wegen Mordes zu lebenslangem Zuchthaus zu verurteilen. […] Der Angeklagte Hofmann soll sich noch in einer Vielzahl von Fällen im Stammlager Auschwitz und als Lagerführer des Zigeunerlagers in Birkenau des Mordes schuldig gemacht haben. Diese Taten konnten ihm jedoch nicht sicher nachgewiesen werden.“

Oswald Kaduk wurde zu lebenslangem Zuchthaus wegen Mordes in zehn Fällen und gemeinschaftlichen Mordes in mindestens tausend Fällen verurteilt. Zudem verlor er auf Lebenszeit die Bürgerlichen Ehrenrechte. Unter den im Urteil berücksichtigten Morden ist auch dieser:

„An einem Sonntagnachmittag gingen die Häftlinge des Lagers auf der Lagerstrasse auf und ab. Plötzlich gab es Unruhe. Es hiess, dass der Angeklagte Kaduk komme. Alle Häftlinge flüchteten in ihre Blocks, weil sie Angst vor dem unberechenbaren Kaduk hatten. Kaduk begab sich von dem Lagereingang zum Block, in dem die Zigeuner untergebracht waren, zog seine Pistole aus der Pistolentasche und gab beim Zigeunerblock mehrere Schüsse auf die dort befindlichen Zigeuner ab. Durch einen oder mehrere Schüsse wurde ein Zigeuner tödlich getroffen, was der Angeklagte Kaduk beabsichtigt hatte. Die Leiche wurde von anderen Häftlingen zum HKB geschleift und dort bei den Leichen der an diesem Tag verstorbenen Häftlingen abgelegt.[…] Da der Angeklagte Kaduk bewusst und gewollt den Zigeuner getötet und sich auch seines Motivs für die Tötung (Mordlust) bewusst gewesen ist, war er in diesem Fall wegen Mordes zu lebenslangem Zuchthaus (§ 211 StGB) zu verurteilen.“

Bruno Schlage wurde wegen gemeinschaftlicher Beihilfe zum gemeinschaftlichen Mord zu sechs Jahren Zuchthaus verurteilt. Die Richter schilderten:

„Der Zeuge Fab. hat behauptet, dass der Angeklagte Schlage im Frühjahr 1944 einen Mann, eine Frau und ein Kind im Waschraum des Blockes 11 erschossen hätte. Ferner hat der Zeuge Fab. geschildert, dass der Angeklagte Schlage im Jahre 1943 und 1944 an Einzelerschiessungen teilgenommen habe. Er habe auch selbst geschossen. Nach den Erschiessungen habe Schlage Häftlinge, die trotz der Genickschüsse noch gelebt hätten, durch Gnadenschüsse getötet. So habe er einmal einen Zigeuner nach der Exekution erst durch mehrere Schüsse ins Herz von vorne und hinten, dann durch mehrere Schüsse in die beiden Schläfen und schliesslich durch einen Schuss in den Hals getötet. Danach habe er gesagt: „Er hat ein Leben wie eine Katze.““

In der Publizistik über den Prozess ist das Zigeunerlager deutlich dargestellt. Etwa Hermann Langbeins Der Auschwitz-Prozeß besitzt ein eigenes Stichwort „Zigeunerlager“ mit über 40 Verweisen.

### Weitere Prozesse
Der Prozess gegen den ehemaligen SS-Rottenführer und Blockführer im „Zigeuner-Lager“ Ernst-August König endete 1991 mit „lebenslänglich“. Wichtige Zeugin im Prozess war Lily van Angeren-Franz, die in der Schreibstube des Lagers gearbeitet hatte. König war wegen sechsfachen Mordes und Beteiligung an Massentötungen angeklagt, verurteilt wurde er für drei ihm zweifelsfrei nachgewiesene Morde, die Beteiligung an Vergasungen führte zu keiner Verurteilung. König nahm sich das Leben, bevor das Urteil Rechtskraft erlangt hatte.

## Entschädigung der Opfer
Den Verfolgten stand nach einem Urteil des Bundesgerichtshofs (BGH) vom 7. Januar 1956 eine Wiedergutmachung nach dem Bundesentschädigungsgesetz (BEG) erst für den Zeitraum ab dem 1. März 1943 – dem Wirkungsdatum des „Auschwitz-Erlasses“ – zu. Das Gericht hatte in Übereinstimmung mit der damals herrschenden Literatur entschieden, dass insbesondere die Umsiedlungsaktion von Sinti und Roma nach dem Generalgouvernement aufgrund eines Schnellbriefs des Reichsführers SS und Chefs der Deutschen Polizei vom 27. April 1940 nicht allein aus Gründen der Rassenpolitik der nationalsozialistischen Gewalthaber durchgeführt worden sei, sondern zur „Bekämpfung des Zigeunerunwesens,“ „ihrer asozialen Eigenschaften“ und „durch die Zigeunerplage hervorgerufener Mißstände,“ daher nicht entschädigungspflichtig nach § 1 BEG. Aufgrund neuer historischer Erkenntnisse sowie Veränderungen im gesellschaftlichen Klima und im Umgang mit der nationalsozialistischen Vergangenheit hob der BGH diese Rechtsprechung 1963 auf.

## Gedenken
Am 2. August 2001 wurde in Block 13 des ehemaligen Stammlagers im Staatlichen Museum Auschwitz eine ständige Ausstellung zum nationalsozialistischen Völkermord an den Sinti und Roma der Öffentlichkeit übergeben. Die Realisierung des Projekts erfolgte unter Federführung des Dokumentations- und Kulturzentrums Deutscher Sinti und Roma in enger Zusammenarbeit mit der Staatlichen Gedenkstätte Auschwitz und dem Verband der Roma in Polen sowie sechs weiteren nationalen Roma-Organisationen. Die Ausstellung gliedert sich in drei große inhaltliche Bereiche: Die Ausgrenzung und Entrechtung der deutschen Sinti und Roma von der nationalsozialistischen Machtübernahme bis zu den ersten Deportationen in das von Deutschland okkupierte Polen. Der zweite Teil behandelt den Völkermord im nationalsozialistisch besetzten bzw. verbündeten Staaten Europas. Der dritte Themenbereich zeigt die Geschichte des „Zigeunerlagers“. Als Folge von Himmlers Auschwitz-Erlass vom 16. Dezember 1942 wurden die vorher in Lagern Gefangenen 23.000 Angehörige der Minderheit aus dem Reich und nahezu allen besetzten Ländern hierher deportiert.
Mit dem 2012 errichteten zentralen Denkmal für die im Nationalsozialismus ermordeten Sinti und Roma Europas wird auch im politischen Rahmen Berlins, der deutschen Bundeshauptstadt, daran mahnend erinnert. Das Denkmal wurde am 24. Oktober 2012 im Beisein von Bundeskanzlerin Angela Merkel und Bundespräsident Joachim Gauck eingeweiht.
Das Europa-Parlament fordert 2015 in einem Beschluss verstärkte Bemühungen, um die Diskriminierung der Roma zu beenden sowie Hassverbrechen und Hassreden gegen sie zu bekämpfen. Der 2. August soll deshalb europaweit als Tag des Gedenkens an alle Roma anerkannt werden, die Opfer des Völkermordes während des Zweiten Weltkriegs wurden.

## Filme
- Melanie Spitta: Es ging Tag und Nacht, liebes Kind: Zigeuner (Sinti) in Auschwitz. 75 min., 1982
- Reiner Holzemer, Jürgen Staiger, Hartmut Ühlein: Verfolgt und vergessen. Die Vernichtung der Sinti und Roma in Auschwitz, Medienwerkstatt Franken 62 Min, 1985

## Nachweise und Anmerkungen
(GB) Staatliches Museum Auschwitz-Birkenau in Zusammenarbeit mit dem Dokumentations- und Kulturzentrum Deutscher Sinti und Roma, Heidelberg: Gedenkbuch: Die Sinti und Roma im Konzentrationslager Auschwitz Birkenau. Saur, München u. a. 1993, ISBN 3-598-11162-2 (Im Folgenden zitiert als Gedenkbuch).
1. 1 2 3  S. 1554.
2. ↑  S. 1554, 1660.
3. ↑  S. 1576 f.
4. ↑  S. 1561 f.
5. 1 2 3  S. 14.
6. 1 2  S. 1501.
7. 1 2  S. 1508.
8. 1 2  S. 1495.
9. ↑  S. 1510.
10. 1 2  S. XXXVII.
11. ↑  S. 733.
12. ↑  S. 936.
13. ↑  S. 932.
14. 1 2  S. 1066.
15. 1 2  S. 1555.
16. 1 2 3 4 5 6 7  S. 1556.
17. ↑  S. 1660.
18. ↑  S. 1554, 1657.
19. ↑  S. 1555, 1660.
20. ↑  S. 1656.
21. ↑  S. 1655.

1. ↑  Schnellbrief des Reichssicherheitshauptamts vom 29. Januar 1943 an die Kriminalpolizeileitstellen zur „Einweisung von Zigeunermischlingen, Róm-Zigeunern und balkanischen Zigeunern in ein Konzentrationslager“
2. ↑  Tadeuz Iwaszko: Die Häftlinge. In: Wolfgang Müller (Redaktion): Auschwitz. Geschichte und Wirklichkeit des Vernichtungslagers. Reinbek bei Hamburg 1980, S. 73 f.
3. ↑  Danuta Czech: Konzentrationslager Auschwitz. Abriß der Geschichte. In: Wolfgang Müller (Redaktion): Auschwitz. Geschichte und Wirklichkeit des Vernichtungslagers. Reinbek bei Hamburg 1980, S. 32.
4. 1 2  Irena Strzelecka, Piotr Setkiewicz: Das Zigeuner-Familienlager BII e. In: Aleksander Lasik: Die Organisationsstruktur des KL Auschwitz. In: Wacław Długoborski, Franciszek Piper (Hrsg.): Auschwitz 1940–1945. Studien zur Geschichte des Konzentrations- und Vernichtungslagers Auschwitz. Oswiecim 1999, Band 1: Aufbau und Struktur des Lagers. S. 105.
5. ↑  Ausstellungsprospekt zu den Plänen für das „Interessengebiet Auschwitz“. (Memento des Originals vom 19. Februar 2015 im Internet Archive)  Info: Der Archivlink wurde automatisch eingesetzt und noch nicht geprüft. Bitte prüfe Original- und Archivlink gemäß Anleitung und entferne dann diesen Hinweis. (PDF; 1,4 MB) S. 9 und 10.
6. ↑  Bernhard Streck: Zigeuner in Auschwitz. Chronik des Lager B IIe. In: Mark Münzel, Bernhard Streck (Hrsg.): Kumpania und Kontrolle: moderne Behinderungen zigeunerischen Lebens. Giessen 1981, S. 76.
7. ↑  Buchenwaldtagebuch nach Bernhard Streck: Zigeuner in Auschwitz. Chronik des Lager B IIe. In: Mark Münzel, Bernhard Streck (Hrsg.): Kumpania und Kontrolle: moderne Behinderungen zigeunerischen Lebens. Giessen 1981, S. 76.
8. ↑  Beispielsweise: Menashe Lorinczi in einem Interview. Nach: Lucette Matalon Lagnado, Sheila Cohn Dekel: Die Zwillinge des Dr. Mengele. Reinbek bei Hamburg 1994, S. 78.
9. ↑  Wolfgang Benz, Barbara Distel (Hrsg.): Der Ort des Terrors. Geschichte der nationalsozialistischen Konzentrationslager. Bd. 5: Hinzert, Auschwitz, Neuengamme. München 2007, S. 115 f.
10. ↑  Bernhard Streck: Zigeuner in Auschwitz. Chronik des Lager B IIe. In: Mark Münzel, Bernhard Streck (Hrsg.): Kumpania und Kontrolle: moderne Behinderungen zigeunerischen Lebens. Giessen 1981, S. 77.
11. 1 2 3 4  Wolfgang Benz, Barbara Distel (Hrsg.): Der Ort des Terrors. Geschichte der nationalsozialistischen Konzentrationslager. Bd. 5: Hinzert, Auschwitz, Neuengamme. C. H. Beck Verlag, München 2007, S. 116 f.
12. ↑  Heike Krokowski, Bianca Vogt: Das Schicksal von Wanda P. Zur Verfolgung von Sinti und Roma. S. 259–268 hier S. 264. In: Claus Füllberg-Stollen, Martina Jung, Renate Riebe, Martina Scheitenberger: Frauen im Konzentrationslager. Bremen 1994.
13. ↑  Zitiert in: Hermann Langbein: Menschen in Auschwitz. 1980, S. 271 f.: Lucie Adelsberger über das Leben der Kinder im Birkenauer Zigeunerlager.
14. ↑  Zdenek Zofka: Der KZ-Arzt Josef Mengele. Zur Typologie eines NS-Verbrechers. In: München 1986, S. 248–255.
15. 1 2  Zdenek Zofka: Der KZ-Arzt Josef Mengele. Zur Typologie eines NS-Verbrechers. München 1986, S. 256.
16. ↑  Bernhard Streck: Zigeuner in Auschwitz. Chronik des Lager B IIe. In: Mark Münzel, Bernhard Streck (Hrsg.): Kumpania und Kontrolle: moderne Behinderungen zigeunerischen Lebens. Focus-Verlag, Giessen 1981, Grafik der S. 83.
17. ↑  Tadeusz Szymański, Danuta Szymańska, Tadeusz Śnieszko: Das „Spital“ im Zigeuner-Familienlager in Auschwitz-Birkenau. In: Hamburger Institut für Sozialforschung (Hrsg.): Die Auschwitz-Hefte, Band 1. Hamburg 1994, ISBN 3-8077-0282-2, S. 200.
18. ↑  Nach Joachim S. Hohmann: Geschichte der Zigeunerverfolgung in Deutschland. 1988, S. 177 f.
19. ↑   Suchzugriff auf die Einträge der Sterbebücher und des Zigeunerlagers (Memento vom 2. Januar 2008 im Internet Archive)
20. ↑  Thomas Grotum: Sicherung und verbesserte Erschließung eines Archivbestandes: Das Beispiel Auschwitz-Birkenau. (Memento vom 19. Juli 2007 im Internet Archive) In: Bergbau- und Industriemuseum Ostbayern, Haus der Bayerischen Geschichte, Landesstelle für die nichtstaatlichen Museen (Hrsg.): EDV-Tage Theuern 1995. Tagungsbericht. München/Theuern 1996, S. 60–69. Insbesondere zum Abgleich der verschiedenen Datenbestände.
21. ↑  Franciszek Piper: Die Zahl der Opfer von Auschwitz. Staatliches Museum Auschwitz-Birkenau 1993, S. 102.
22. ↑  Auszug aus dem Buch des Blockes 22b im Frauenlager Birkenau. Signatur APMO D-AuII-3/1 S. 87, als Dok 33 auch im Gedenkbuch S. 1605.
23. ↑  Danuta Czech: Konzentrationslager Auschwitz. Abriß der Geschichte. In: Wolfgang Müller (Redaktion): Auschwitz. Geschichte und Wirklichkeit des Vernichtungslagers. Reinbek bei Hamburg 1980, S. 30.
24. ↑  Danuta Czech: Kalendarium der Ereignisse im Konzentrationslager Auschwitz-Birkenau. In: Hefte von Auschwitz. 4 (1961), S. 85, Gedenkbuch S. 1554.
25. ↑  Franciszek Piper: Die Zahl der Opfer von Auschwitz. Staatliches Museum Auschwitz-Birkenau 1993, S. 151.
26. ↑  Michael Zimmermann: Rassenutopie und Genozid: Die nationalsozialistische »Lösung der Zigeunerfrage«. (Memento vom 19. Februar 2015 im Internet Archive) (PDF) In: Landeszentrale für politische Bildung: Die nationalsozialistische Verfolgung Hamburger Roma und Sinti. Fünf Beiträge. Hamburg 2006, S. 23.
27. ↑  Mahnmal für die Sinti. Moorwaldweg im Altwarmbüchener Moor (Memento vom 21. Oktober 2014 im Internet Archive)
28. ↑  Beispiel: Rudolf Weiss, Z-135, geboren 8. April 1936, er starb noch 1943 im Lager. Gedenkbuch S. 736.
29. ↑  Hauptbuch Frauen S. 41, dort ohne Datierung.
30. ↑  Gedenkbuch sowie Walter Winter: WinterTime: memoirs of a German Sinto who survived Auschwitz. Übersetzt und Vorwort von Struan Robertson. Hatfield, Hertfordshire 2004, S. 45 f.
31. ↑  Axel Huber: Singen: Auf Auschwitz folgt das Höllenfeuer der Erinnerung. In: suedkurier.de. 26. Januar 2018, abgerufen am 21. Februar 2024.
32. ↑  Ronny Blaschke: Abseits im eigenen Land. Die Minderheiten Sinti und Roma im europäischen Fußball. In: dradio.de. Archiviert vom Original am 7. November 2011; abgerufen am 19. Februar 2015.
33. ↑  Deutschlandradio (Manuskript) (Memento vom 7. November 2011 im Internet Archive)
34. ↑  Reimar Gilsenbach: Oh Django, sing deinen Zorn. Sinti und Roma unter den Deutschen. Berlin 1993, S. 145.
35. ↑  Gedenkbuch S. 1212 f. Z-8181, kein Einlieferungsdatum, nächstes vorhergehendes Datum ist der 14. Mai 1943 bei Lothar Weiss Z-8179, der am 11. Mai 1943 in Birkenau geboren wurde und das Lager nicht überlebt hat.
36. ↑  Cornelia Sulzbacher: Das „Zigeunerlager“ Lackenbach im österreichischen Burgenland
37. ↑  Staatliches Museum Auschwitz-Birkenau in Zusammenarbeit mit dem Dokumentations- und Kulturzentrum Deutscher Sinti und Roma Heidelberg: Gedenkbuch: Die Sinti und Roma im Konzentrationslager Auschwitz Birkenau. Saur, München/London/New York/Paris 1993, ISBN 3-598-11162-2. (Dreisprachig: Polnisch, Englisch, Deutsch) S. 681 f.
38. ↑  Joachim S. Hohmann: Geschichte der Zigeunerverfolgung in Deutschland. 1988, S. 147.
39. ↑  Zoni Weisz: „Wir haben das Leben wieder in die Hand genommen.“ (Memento vom 19. Juli 2011 im Internet Archive) (PDF-Datei)
40. ↑  Der Nürnberger Ärzteprozess. Erschließungsband zur Mikrofiche-Edition: Mit einer Einleitung von Angelika Ebbinghaus zur Geschichte des Prozesses und Kurzbiographien der Prozeßbeteiligten. Walter de Gruyter, 2000, S. 122 f. (eingeschränkte Vorschau in der Google-Buchsuche)
41. ↑  Der Nürnberger Ärzteprozess. Erschließungsband zur Mikrofiche-Edition: Mit einer Einleitung von Angelika Ebbinghaus zur Geschichte des Prozesses und Kurzbiographien der Prozeßbeteiligten. Walter de Gruyter, 2000, S. 105, S. 292 (eingeschränkte Vorschau in der Google-Buchsuche).
42. ↑  Danuta Czech: Kalendarium der Ereignisse im Konzentrationslager Auschwitz-Birkenau. In: Hefte von Auschwitz. 4 (1961), S. 85, Gedenkbuch S. 1554.
43. ↑  Danuta Czech: Kalendarium der Ereignisse im Konzentrationslager Auschwitz-Birkenau. In: Hefte von Auschwitz. 4 (1961), S. 101f, Gedenkbuch S. 1555.
44. ↑  Michail Krausnick, Daniel Strauß: Von Antiziganismus bis Zigeunermärchen: Handbuch Sinti und Roma von A–Z. 2008, S. 66.
45. ↑  Der Nürnberger Ärzteprozess. Erschließungsband zur Mikrofiche-Edition: Mit einer Einleitung von Angelika Ebbinghaus zur Geschichte des Prozesses und Kurzbiographien der Prozeßbeteiligten. Walter de Gruyter, 2000, S. 105, 116, 122 f., 292. (eingeschränkte Vorschau in der Google-Buchsuche)
46. 1 2  Gernot Haupt: Antiziganismus und Sozialarbeit. Elemente einer wissenschaftlichen Grundlegung, gezeigt an Beispielen aus Europa mit dem Schwerpunkt Rumänien. Frank & Timme, Berlin 2006, ISBN 3-86596-076-6, S. 145.
47. ↑  Romani Rose: „Wir wollten nicht kampflos in die Gaskammer gehen.“ Über den Aufstand der Sinti- und Roma-Häftlinge in Auschwitz-Birkenau. 2004 Grundlage ist der Bericht des Häftlingsschreibers Tadeusz Joachimowski über die „Liquidierung“, der sich im Archiv der Gedenkstätte Auschwitz befindet.
48. ↑  Lucette Matalon Lagnado, Sheila Cohn Dekel: Die Zwillinge des Dr. Mengele. Reinbek bei Hamburg 1994, S. 79.
49. ↑  Till Bastian: Auschwitz und die „Auschwitz-Lüge“: Massenmord und Geschichtsfälschung. Beck, München 1997, ISBN 3-406-43155-0, S. 47.
50. ↑  Das Vernichtungslager Auschwitz-Birkenau im LeMO (DHM und HdG)
51. ↑   „Liquidierung“ des „Zigeunerlagers“ in Auschwitz August 1944. (Memento vom 13. Januar 2016 im Internet Archive) auf der Webseite des Suchdienstes Arolsen.
52. ↑  Hermann Langbein: Menschen in Auschwitz. Ullstein, Frankfurt am Main / Berlin / Wien: 1980, ISBN 3-548-33014-2, S. 476.
53. ↑  zitiert nach: Lucette Matalon Lagnado, Sheila Cohn Dekel: Die Zwillinge des Dr. Mengele. Reinbek bei Hamburg 1994, S. 79 f.
54. ↑  Martin Broszat: Kommandant in Auschwitz – Autobiographische Aufzeichnungen des Rudolf Höß. dtv, München 1963, S. 109.
55. ↑  Martin Broszat: Kommandant in Auschwitz – Autobiographische Aufzeichnungen des Rudolf Höß. dtv, München 1963, S. 109 auch S. 181.
56. ↑  Martin Broszat: Kommandant in Auschwitz – Autobiographische Aufzeichnungen des Rudolf Höß. dtv, München 1963, S. 181.
57. 1 2  Michael Zimmermann: Von der Diskriminierung zum „Familienlager“ Auschwitz. In: Dachauer Hefte, Bd. 5. 1994 (dtv) S. 87–114, hier S. 113.
58. ↑  Lore Shelly: Schreiberinnen des Todes. AJZ Verlag Bielefeld 1992. (Vorwort von Hermann Langbein) S. 236.
59. ↑  Lore Shelly: Schreiberinnen des Todes. AJZ Verlag Bielefeld 1992. (Vorwort von Hermann Langbein) S. 161.
60. ↑  Irena Strzelecka, Piotr Setkiewicz: Das Zigeuner-Familienlager BII e. In: Aleksander Lasik: Die Organisationsstruktur des KL Auschwitz. In: Wacław Długoborski, Franciszek Piper (Hrsg.): Auschwitz 1940–1945. Studien zur Geschichte des Konzentrations- und Vernichtungslagers Auschwitz. Oswiecim 1999, Band 1: Aufbau und Struktur des Lagers, S. 106 f.
61. ↑  Lucette Matalon Lagnado, Sheila Cohn Dekel: Die Zwillinge des Dr. Mengele. Reinbek bei Hamburg 1994, S. 82.
62. ↑  Till Bastian: Sinti und Roma im Dritten Reich. C.H. Beck, 2001, S. 65.
63. ↑  Holocaust: "Wir trauten unseren Augen nicht". In: einestages. 26. Januar 2008, abgerufen am 19. Februar 2015.
64. ↑  Verzeichnis der Konzentrationslager und ihrer Außenkommandos gemäß § 42 Abs. 2 BEG Nr. 130, Birkenau = Brzezinka (Auschwitz II), 26. November 1941 bis 27. Januar 1945.
65. ↑  Raul Hilberg: Die Vernichtung der Europäischen Juden. Frankfurt a. M. 1990, S. 1203.
66. ↑  Bild des heutigen Zustandes, das „Zigeunerlager“ (Blick vom Südrand des Bauabschnittes B II) ist im Hintergrund zu erkennen.
67. ↑  Heiko Haumann: Hermann Diamanski: Ein deutsches Schicksal zwischen Auschwitz und Staatssicherheitsdienst. Perspektiven der Erinnerung. In: Birgit E. Klein; Christiane E. Müller (Hrsg.): Memoria – Wege jüdischen Erinnerns. Festschrift für Michael Brocke zum 65. Geburtstag. Berlin 2005, S. 505, PDF
68. ↑  Wolfgang Benz, Barbara Distel (Hrsg.): Der Ort des Terrors. Geschichte der nationalsozialistischen Konzentrationslager. Bd. 5: Hinzert, Auschwitz, Neuengamme. München 2007, S. 185 f.
69. 1 2 3 4 5  Aleksander Lasik: Die Organisationsstruktur des KL Auschwitz. In: Wacław Długoborski, Franciszek Piper (Hrsg.): Auschwitz 1940–1945. Studien zur Geschichte des Konzentrations- und Vernichtungslagers Auschwitz. Oswiecim 1999, Band 1: Aufbau und Struktur des Lagers. S. 238 f.
70. ↑  Staatliches Museum Auschwitz-Birkenau (Hrsg.): Auschwitz in den Augen der SS. Oswiecim 1998, S. 131–133.
71. ↑  Hans-Walter Schmuhl: Grenzüberschreitungen. Das Kaiser-Wilhelm-Institut für Anthropologie, menschliche Erblehre und Eugenik 1927–1945. Wallstein-Verlag, Göttingen 2005, ISBN 3-89244-799-3, S. 472 ff., 478. (eingeschränkte Vorschau in der Google-Buchsuche)
72. ↑  Robert Lifton: Ärzte im Dritten Reich. Klett-Cotta, Stuttgart 1988, S. 422 f.
73. ↑  Robert Lifton: Ärzte im Dritten Reich. Klett-Cotta, Stuttgart 1988, S. 423.
74. ↑  Robert Lifton: Ärzte im Dritten Reich. Klett-Cotta, Stuttgart 1988, S. 411.
75. ↑  Aussage Miklós Nyiszli vom 28. Juli 1945, nach Robert Lifton: Ärzte im Dritten Reich. Klett-Cotta, Stuttgart 1988, S. 410 f.
76. ↑  Robert Steegmann: Das Konzentrationslager Natzweiler-Struthof und seine Außenkommandos an Rhein und Neckar 1941–1945. Berlin 2010, S. 54 ff., 437 ff.
77. ↑  Torben Fischer: Lexikon der „Vergangenheitsbewältigung“ in Deutschland. S. 25 f. (eingeschränkte Vorschau in der Google-Buchsuche)
78. ↑  Nürnberger Hauptkriegsverbrecherprozess: Nachmittagssitzung vom 18. Februar 1946
79. ↑  Nürnberger Hauptkriegsverbrecherprozess: Vormittagssitzung vom 28. Januar 1946
80. ↑  Josef Buszko (Hrsg.): Auschwitz. Geschichte und Wirklichkeit des Vernichtungslager. rororo. 1980, S. 197–201.
81. ↑  Hannah Arendt: Eichmann in Jerusalem. 1991. S. 291 f.
82. ↑  Protokoll des Prozesses vom 7. Juni 1961, Aussage von dem ehemaligen Häftlingsarzt Aharon Beilin. Nach: Anita Geiggers, Bernd W. Wette: Zigeuner heute. Bornheim-Merten 1979, S. 278–283.
83. ↑  Kurzbiographie, Link zu Aussage von Max Friedrich auf www.auschwitz-prozess-frankfurt.de (Transkript, Tonaufnahme)
84. ↑  Waldemar Schröder (Aussage, Transkript) auf www.auschwitz-prozess.de (Memento des Originals vom 11. April 2020 im Internet Archive)  Info: Der Archivlink wurde automatisch eingesetzt und noch nicht geprüft. Bitte prüfe Original- und Archivlink gemäß Anleitung und entferne dann diesen Hinweis.
85. ↑  Übersicht der Vernehmungen mit weiteren Angaben www.auschwitz-prozess.de (Memento des Originals vom 22. Juli 2019 im Internet Archive)  Info: Der Archivlink wurde automatisch eingesetzt und noch nicht geprüft. Bitte prüfe Original- und Archivlink gemäß Anleitung und entferne dann diesen Hinweis.
86. 1 2  Fritz Bauer Institut: Mitschnitte Prozessprotokolle. In: auschwitz-prozess.de. 18. Juli 2013, archiviert vom Original (nicht mehr online verfügbar) am 22. Juli 2019; abgerufen am 19. Februar 2015.  Info: Der Archivlink wurde automatisch eingesetzt und noch nicht geprüft. Bitte prüfe Original- und Archivlink gemäß Anleitung und entferne dann diesen Hinweis.
87. ↑  Jan Knittermeier: Sinti und Roma: Vergessene Opfer?: Entschädigungspraxis und Bürgerrechtsbewegung in der Bundesrepublik. 2006, S. 49 (eingeschränkte Vorschau in der Google-Buchsuche)
88. 1 2 3 4 5 6 7  Auschwitz-Prozess – Urteil. LG Frankfurt/Main vom 19./20.8.1965, 4 Ks 2/63 (Memento des Originals vom 6. Dezember 2019 im Internet Archive)  Info: Der Archivlink wurde automatisch eingesetzt und noch nicht geprüft. Bitte prüfe Original- und Archivlink gemäß Anleitung und entferne dann diesen Hinweis. auf holocaust-history.org.
89. ↑  Michael Kienzle, Dirk Mende: Fritz Bauer: „Wir können aus der Erde keinen Himmel machen, aber jeder von uns kann etwas tun, dass sie nicht zur Hölle wird“ – Wilhelm Boger: „Ich bin der Teufel“. (Memento vom 1. Januar 2014 im Internet Archive) (PDF) In: Stiftung Geißstraße Sieben (Hrsg.): Reihe Denkblatt. Stuttgart 12/2006.
90. ↑  Dietrich Strothmann: Im Schatten des Galgens. In: zeit.de. 24. April 1964, abgerufen am 19. Februar 2015.
91. ↑  Heiko Haumann: Hermann Diamanski: Ein deutsches Schicksal zwischen Auschwitz und Staatssicherheitsdienst. Perspektiven der Erinnerung. In: Birgit E. Klein; Christiane E. Müller (Hrsg.): Memoria – Wege jüdischen Erinnerns. Festschrift für Michael Brocke zum 65. Geburtstag. Berlin 2005, S. 505, PDF
92. 1 2  Auschwitz-Prozess. Feuerstelle 2. In: Der Spiegel. Nr. 6, 1964, S. 28 (online).
93. ↑  Hermann Langbein: Der Auschwitz-Prozeß. Eine Dokumentation. EVA 1965, S. 1025.
94. ↑  Ulrich F. Opfermann: „Schlussstein hinter Jahre der Sittenverwilderung und Rechtsverwirrung“. Der Berleburger Zigeuner-Prozess. In: Antiziganismuskritik. 2 (2010), H. 2, S. 16–34, siehe auch: antiziganismus.de (Memento vom 31. August 2014 im Internet Archive) (PDF; 948 kB).
95. ↑  BGH, Urteil vom 30. April 1955 - IV ZR 288/54
96. ↑  BGH, Urteil vom 7. Januar 1956 - IV ZR 273/55 Rz. 6 ff., 11.
97. ↑   Martin Rath: Von Landfahrern und Zwangsvasektomie: „Zigeuner“ vor dem Bundesgerichtshof. Legal Tribune Online, 21. Februar 2016.
98. ↑  vgl. Entschädigungsleistungen für während des Nationalsozialismus verfolgte Sinti und Roma. Wissenschaftliche Dienste des Deutschen Bundestages, Ausarbeitung vom 21. März 2011, S. 6 ff.
99. ↑  Text der Resolution (europarl.europa.eu)

Koordinaten: 50° 2′ 15″ N, 19° 10′ 24″ O